# Lauchringen

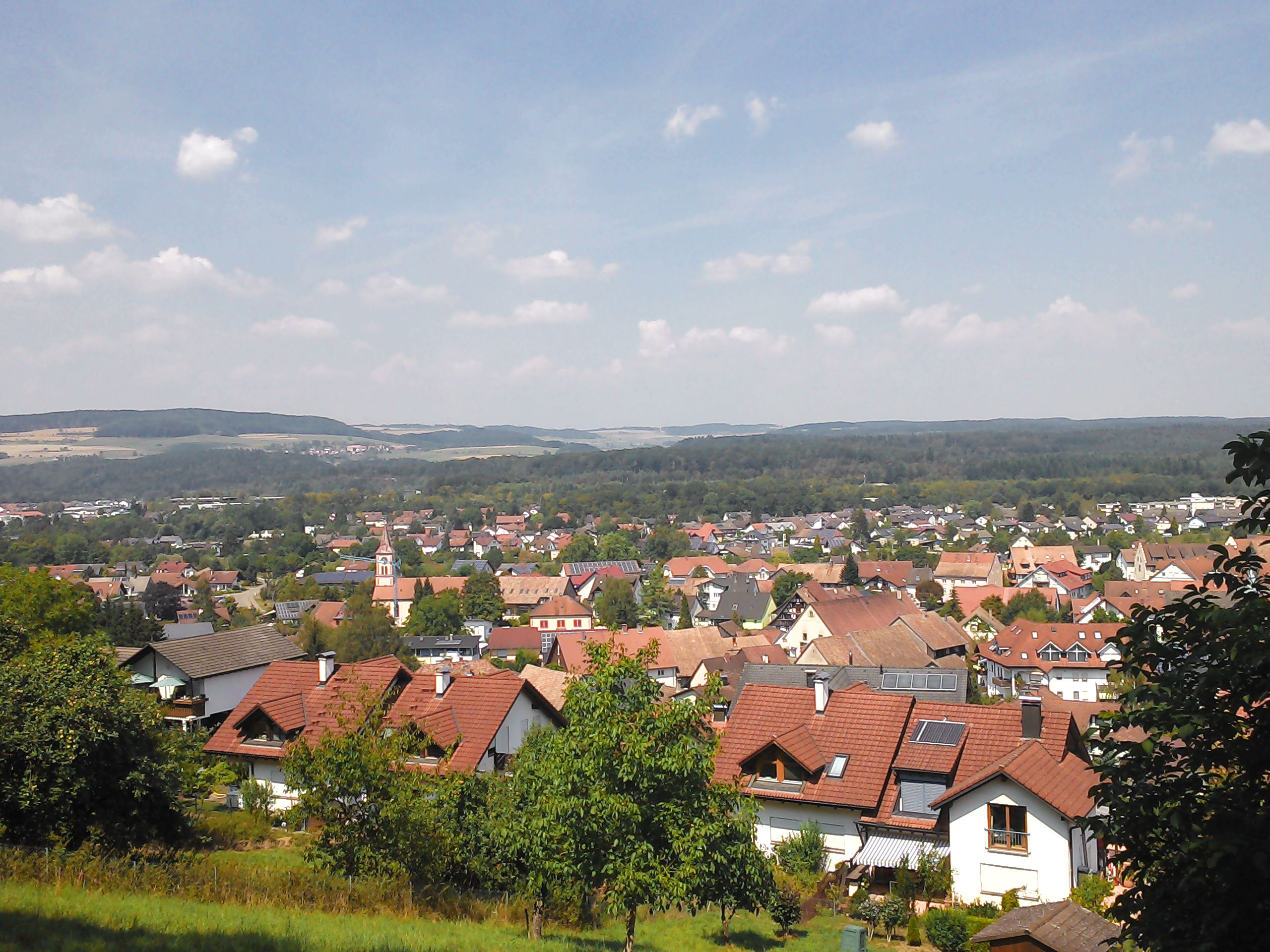
Blick auf Oberlauchringen

Lauchringen ist eine Gemeinde im baden-württembergischen Landkreis Waldshut in Deutschland.
Lauchringen besteht als Gesamtgemeinde seit 1971 im Zuge der Gemeindereform durch den Zusammenschluss der beiden Ortschaften Oberlauchringen und Unterlauchringen. Die Gemeinde ist ein Kleinzentrum mit dem Schwerpunkt in Unterlauchringen.
Der Teilort Oberlauchringen ist wesentlich älter. Unterlauchringen entstand als Siedlung bei der mittelalterlichen Mühle am Wutach-Lauffen (und ehemaligen Textilwerk Lauffenmühle) und wurde in der Nachkriegszeit zum Hauptort mit Gemeindeverwaltung und Geschäftsstraße.
In Lauchringen mündet die B 314 von der Bundesautobahn A 81 kommend in die B 34 (Richtung Schaffhausen) bzw. L 163 (Richtung Basel). Lauchringen besitzt zwei Stationen an der Hochrheinbahn, vom Bahnhof Lauchringen zweigt die Wutachtalbahn ab.

## Geographie

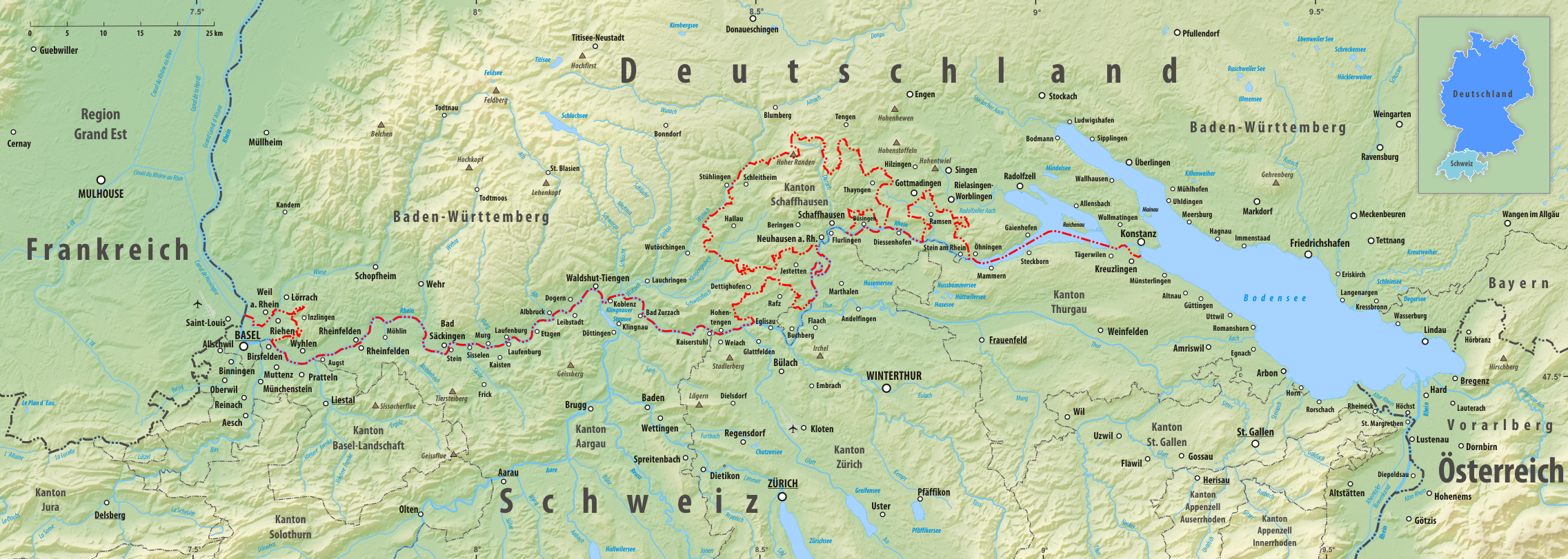
Grenzverlauf am Hochrhein, Lauchringen in Mitte der Karte

Lauchringen liegt in Südbaden nahe der Grenze zwischen Deutschland und der Schweiz, die hier durch den Hochrhein gebildet wird und den zum Fluss abfallenden Rändern des Südschwarzwalds.

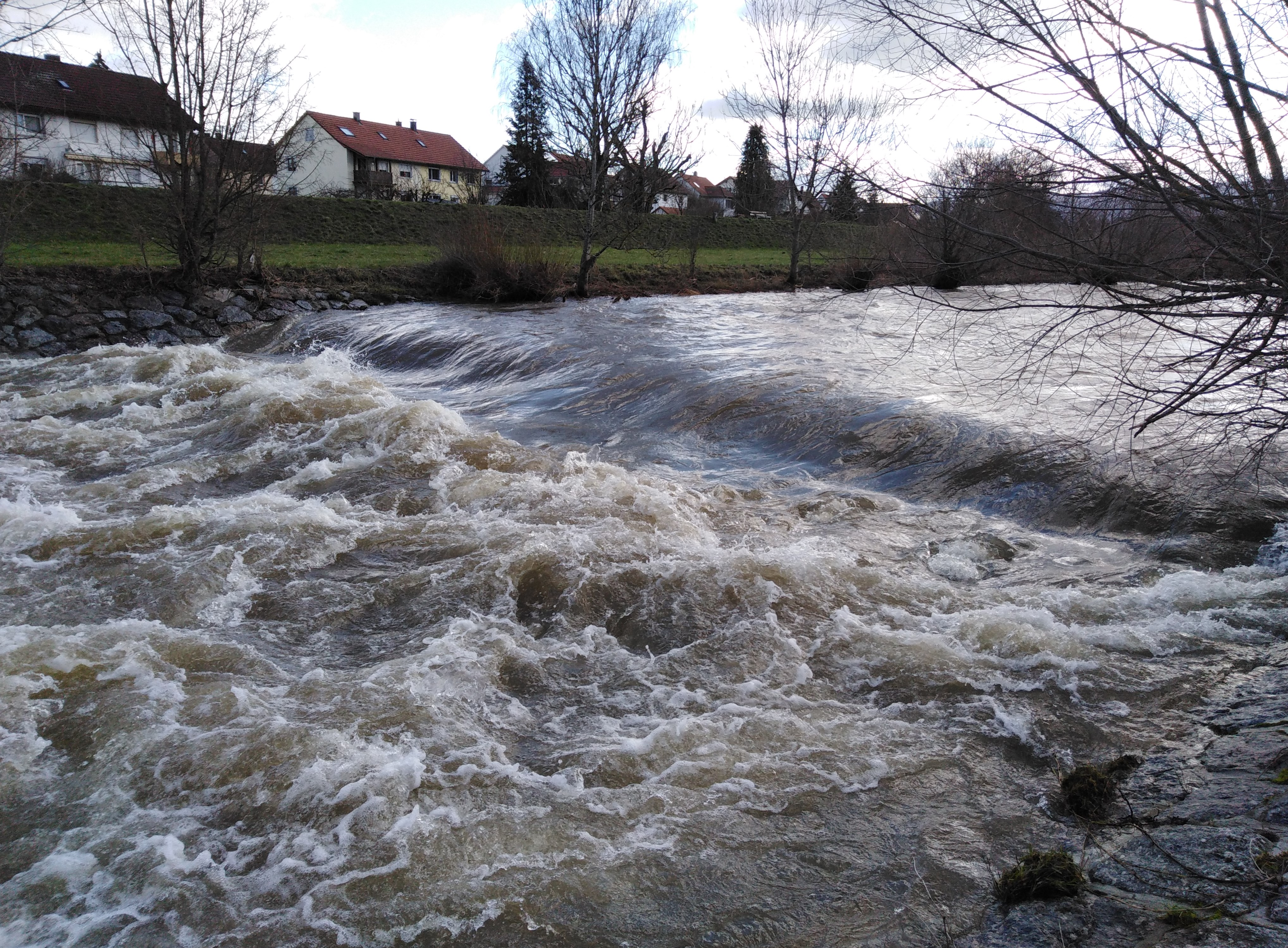
Wutach bei Unterlauchringen

Die Gemeindegemarkung bildet den westlichen Abschluss der Landschaft Klettgau, bis ins Gebiet des Zusammenflusses von Steina und Wutach und anschließend der Mündung der Wutach in den Hochrhein.
Die Klettgau-Ebene ist ein ehemaliges Bett des Rheins, das heute noch in ca. 70 m Tiefe einen sehr langsam fließenden Wasserlauf enthält – die sogenannte „Klettgaurinne“ – die den Rückhalt der Wasserversorgung der Region darstellt.
Der östliche Bereich der Gemarkung Oberlauchringen reicht bis in die Nähe der Küssaburg, dem Wahrzeichen der Region. Der größte Teil der Gemarkung war erst nach der Wutach-Regulierung ab 1816 durch Johann Gottfried Tulla entwicklungsfähig, da häufiges Hochwasser und weitläufige Versumpfung die Besiedlung verhinderte und die Nutzung erschwerte.

### Gemeindegliederung
Die Gemeinde Lauchringen besteht aus den beiden früher selbstständigen Gemeinden Ober- und Unterlauchringen. Im Gebiet der früheren Gemeinde Oberlauchringen liegt die Wüstung Riffenhausen. Zur früheren Gemeinde Unterlauchringen gehörten auch Haus und Gehöft Am Hohrain (vormals Oberstaad) und die Häuser Äuleboden, Im Ibrunnen und die Bahnstation Oberlauchringen.

### Nachbargemeinden
Die Gemeinde grenzt im Norden an Wutöschingen, im Osten an die Gemeinde Klettgau, im Süden an Küssaberg und im Westen an die Große Kreisstadt Waldshut-Tiengen.

### Umfeld
Während sich nach Westen die Klettgau-Ebene durch die Ausläufer des Hotzenwalds ins Hochrheintal verengt, führt nordöstlich die Route von Lauchringen aus entlang der Wutach über Stühlingen und Blumberg in den Schwarzwald-Baar-Kreis und östlich durch den deutsch-schweizerisch geteilten Klettgau über Neunkirch und Hallau nach Schaffhausen.
In südlicher Richtung zur Gemeinde Küssaberg wird der Grenzübergang nach Bad Zurzach (‚Römerstadt Tenedo‘) im Kanton Aargau erreicht mit der Straßen- und ab Zurzach auch der Bahnverbindung nach Zürich.

## Geschichte (Überblick)
Die Geschichte von Lauchringen (alemannisch: Lauchringe) beginnt mit der Gemeindezusammenlegung von Oberlauchringen und Unterlauchringen 1971; bis ins 19. Jahrhundert entwickelten sich beide Ortschaften unabhängig voneinander.
Zwar spricht die Namensendung „ingen“ in Oberlauchringen für eine alemannische Gründung, doch gibt es dazu keine archäologischen Befunde. Der Name ‚Unterlauchringen‘ ist eine später angepasste Benennung. Erstmals schriftlich bezeugt ist „villa Louchringen“ – damit ist „zunächst immer Oberlauchringen gemeint“ – in einer Urkunde des Klosters Rheinau aus dem Jahr 860.
Oberlauchringen ist weitaus älter; hier sind Spuren aus der Frühgeschichte zu vermerken, während Unterlauchringen als Siedlung auf einer „steinigen Anhöhe“ in einer Schleife der Wutach erst ab dem 17. Jahrhundert dokumentiert ist und noch 1806 dort nur ein „kleines Dorf“ erwähnt wird.
Die „Mühle am Lauffen“ wurde schon 1418 schon indirekt benannt (da die Oberlauchringer Bannmühle als ‚obere Mühle‘ an der Wutach bezeichnet wurde) und ist wohl als älteste anzunehmen. Das heute sozial und wirtschaftlich dominierende Unterlauchringen war ursprünglich ein der Mühle zugehöriger Wohn- und Werkstattbereich und wurde auch bis in die Nachkriegszeit von der Firma Lauffenmühle geprägt.
Die historisch getrennte Entwicklung der beiden Ortschaften liegt auch in Zugehörigkeiten begründet – so war Unterlauchringen hoheitlich Teil der Landgrafschaft Stühlingen, während Oberlauchringen zur Landgrafschaft Klettgau zählte. Getrennt waren die Orte auch durch die Wutach, die früher nicht nur ein Flusslauf war, der mit reißenden Hochwassern die (Brücken-)Bauten wegriss, sondern das Gelände auch weitgehend versumpfte.

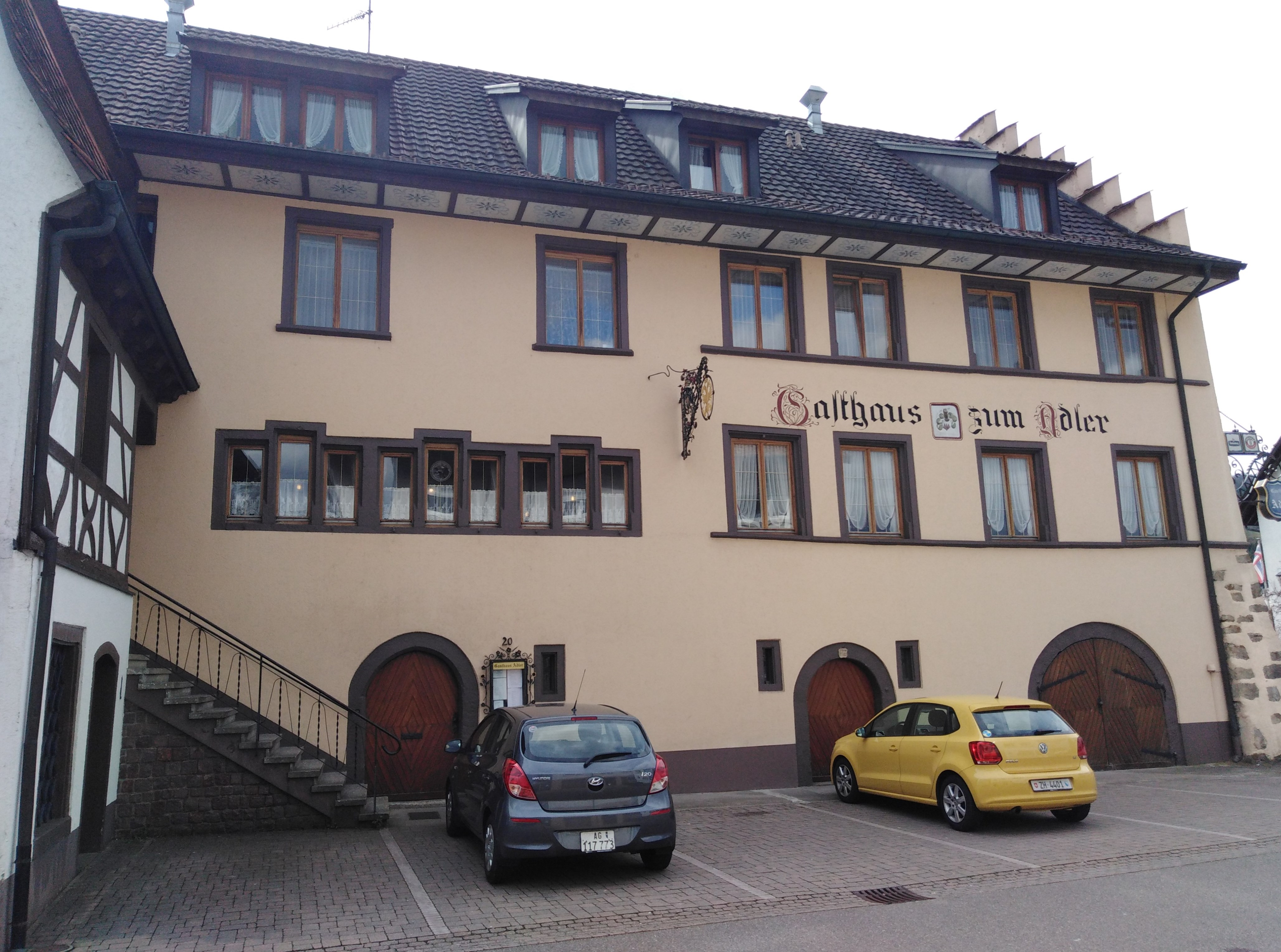
Der Traditionsgasthof Adler in Oberlauchringen

Die Wutachüberquerung sowie auch eines großen, aus dem Klettgau kommenden Baches – früher durch Furten, später auch Brücken – war für den Verkehr oft problematisch und führte häufig durch Hochwasser auch zu Verzögerungen. So dürfte schon in der Frühzeit hier eine Raststation oder Herberge entstanden sein. Als mittelalterlicher „Verkehrsknotenpunkt“ ist dann bereits ab dem 14. Jahrhundert eine Tafernwirtschaft, später ein (Gerichts-)Versammlungsort, eine Erhebungsstelle für Brückenzoll und als (Post-)Station das heutige Gasthaus Adler überliefert – er war Dreh- und Angelpunkt im unteren Wutachtal. In der Nähe stand auch die herrschaftliche Bannmühle: Mühlen waren mittelalterlichen Wirtschaftszentren (neben Frucht auch Gips und als Holzsäge), zu der hier die Bewohner von Grießen und Geißlingen jahrhundertelang zwangsverpflichtet waren („Mühlenzwang“).
Beide Lauchringer Ortschaften lagen im Bereich der uralten ‚Hauptstraße‘ entlang des Hochrheins zwischen Basel und Schaffhausen bzw. nach Stühlingen in die Baar sowie an der Süd-Nord-Verbindung aus den Alpen über Zurzach in den Klettgau (Römerstraße) und teilten dabei das oft zwiespältige Schicksal als Stationen durchziehender Heere.
Nach der napoleonischen ‚Neuordnung‘ Europas mit der Ausbildung des Großherzogtums Baden 1806 und der Wutachregulierung 1816 bekam die Annäherung beider Ortschaften neuen Siedlungsraum.
Politisch sympathisierten beide Dörfer mit der badischen 1848/49-Revolution und die Lage des 1863 eröffneten Bahnhofs war bereits im Radius beider Gemeinden gewählt.
Unter den Nationalsozialisten wehrte sich Unterlauchringen mit Erfolg gegen eine Eingemeindung nach Tiengen und in der Nachkriegszeit begann bereits eine Zusammenarbeit, die 1971 zur einhelligen Gemeindevereinigung führte, während die Gemeinden im Umfeld sich meist noch bis 1975 ‚zusammenraufen‘ mussten.

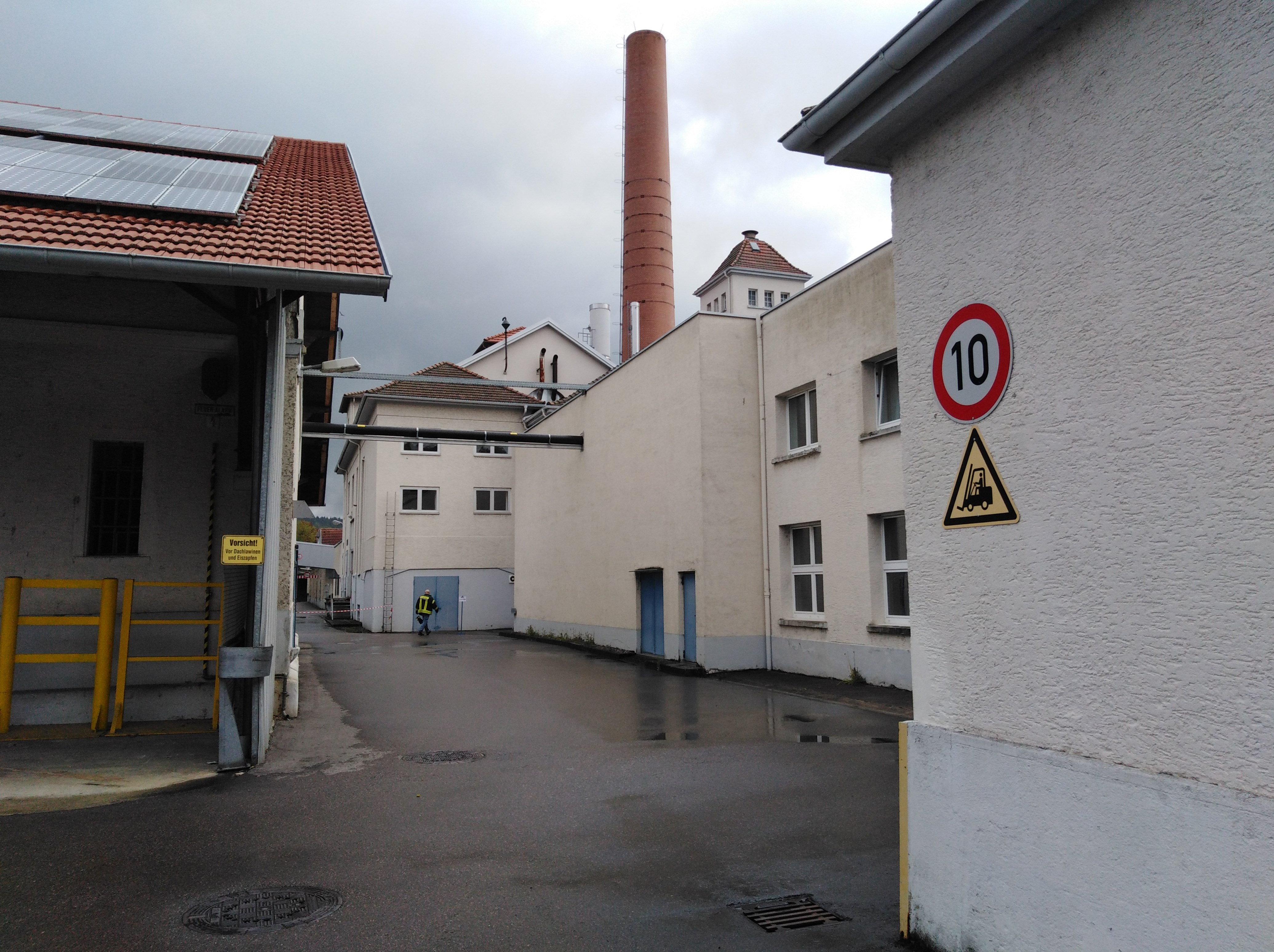
Ehemaliges Werksgelände Lauffenmühle mit stillgelegtem Schornstein

In Unterlauchringen ist die wirtschaftliche, ‚industrielle‘ „Entwicklung ab der Mitte des 19. Jahrhunderts, zunächst langsam fortschreitend, klar erkennbar, im Ortsteil Oberlauchringen hat sich die überwiegend landwirtschaftliche Struktur noch bis zum Zweiten Weltkrieg erhalten.“
So entwickelte sich Unterlauchringens Infrastruktur eher kontinuierlich durch den Einfluss der Lauffenmühle – auch über den Zuzug ausländischer Arbeiter –, während Oberlauchringen zur Wohngemeinde wurde.

## Gemeinde
Lauchringen gilt als eine stark in Entwicklung begriffene Gemeinde, doch haben die gegenwärtigen Entwicklungen stark in die Planungen eingegriffen – „Bürgermeister Thomas Schäuble spricht von großen Herausforderungen in vielen Lebensbereichen“.

### Erfahrungen in der Coronakrise
„Für Lauchringen heißt das, 1,2 Millionen an der Einkommenssteuer und den Zuweisungen fallen nach Schäubles Einschätzung weg, die Gemeinde müsse mit 450.000 Euro weniger Gewerbesteuer rechnen.“ Aus dem Zuschusspaket des Landes von 100 Millionen Euro könne Lauchringen die Gebührenausfälle bei Kindergärten kompensieren. Die Baumaßnahmen, die „an Zuschüsse gekoppelt sind, werden abgeschlossen, andere auf Sicht gefahren‘. […] Freiwillige Aufgaben der Gemeinde seien nicht mehr zu erfüllen. ‚Das zu vermitteln ist kompliziert.‘“

### Kauf des Lauffenmühle-Areals

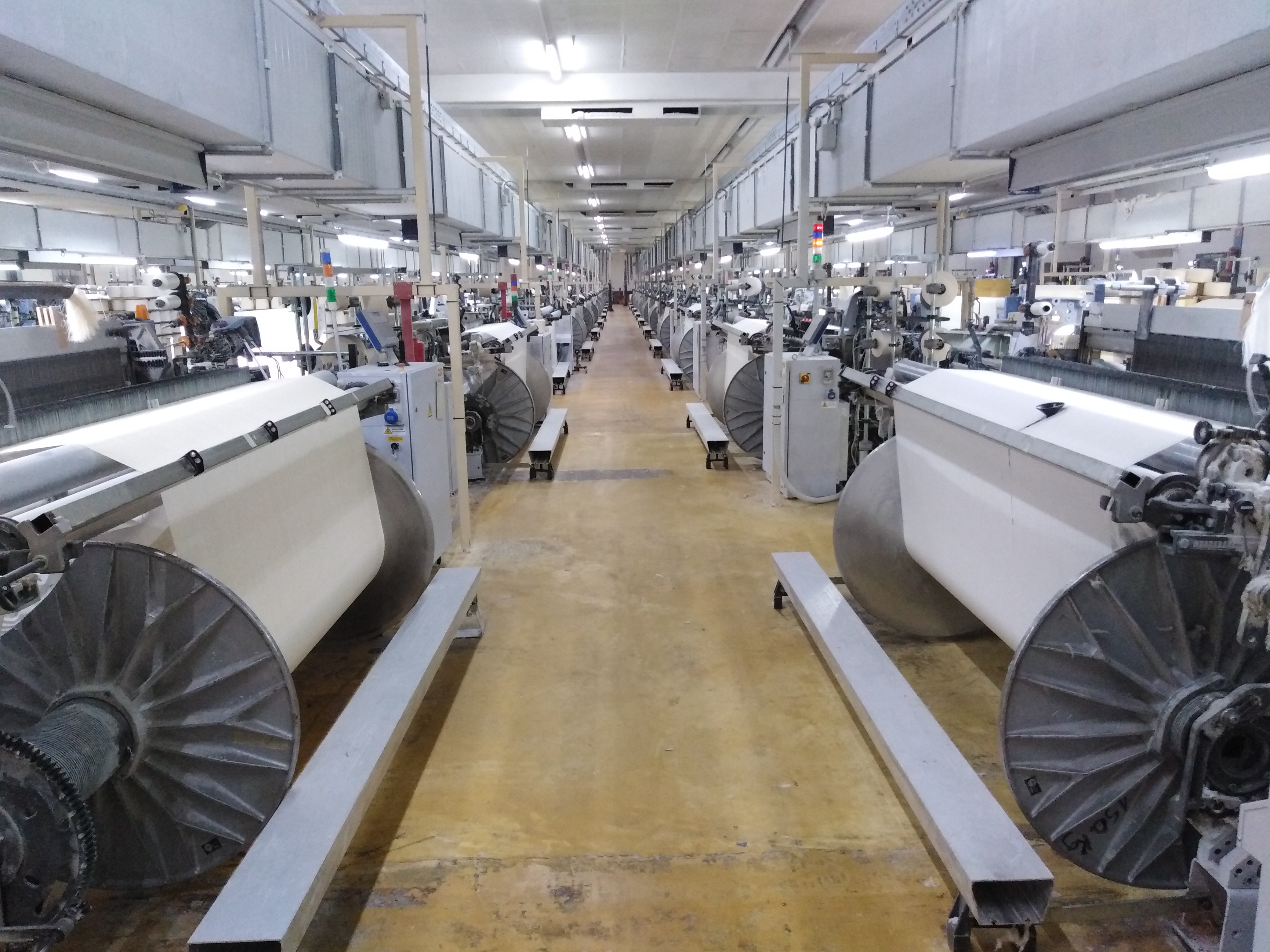
Ehemalige Produktionshalle (Weberei) der Lauffenmühle

Am 20. Mai 2020 wurden die notariellen Unterschriften in Stuttgart zum Kauf des Lauffenmühle-Areals durch die Gemeinde geleistet. „Der Kaufpreis liegt bei 7,5 Millionen Euro, der über ein Darlehen finanziert wird. Der Zinssatz liegt bei 0,2 Prozent bei einer Laufzeit von sieben Jahren.“
Am 31. Juli 2019 war das Betriebsende von Lauffenmühle nach der 185-jährigen Geschichte des Textilunternehmens, das nach der letzten Insolvenz und einer vergeblichen Suche nach einem Investor die „Ausproduktion“ einleiten musste. Da es Vorhaltungen wegen der Betriebsschließung gab, hatte die Staatsanwaltschaft Waldshut-Tiengen eine Prüfung der Umstände angekündigt. Die Gemeinde hatte seitdem die Übernahme und Erschließung des Areals im Blick: Ein günstiges Gutachten zu möglichen Altlasten war entscheidend für die Kaufabsichten.

### Kommunale Aktivität
- Erweiterung des Gewerbegebiets Wiggenberg bei Oberlauchringen. Der Bereich des 2017 angelegten Gebiets reicht östlich bis zum Endpunkt der A 98 mit der Einmündung in die B 314.

- Ortsumfahrung Oberlauchringen: Die B 314 wird in Nord-Süd-Richtung mit der südlich gelegenen B 34 verbunden. Auf dem 2,7 Kilometer langen Zwischenstück sind „Hügel, ein Fluss [Wutach] und zwei Bahnlinien zu überwinden. Allein vier Brücken sind auf der Trasse notwendig. An diesem Großprojekt wird seit 2017 gebaut, Ende 2021 soll die Straße fertig sein.“[8]

- Im Gewerbegebiet soll „ein Freizeitcenter mit einem Indoor-Hallenspielplatz und einem großen Kino-Komplex“ errichtet werden. Der Kinounternehmer Matthias Schweikart, der direkt das Union-Kino in Lörrach unter dem Dach der Cineplex-Gruppe, dem größten Kinoanbieter Deutschlands betreibt, tritt als Investor auf. „Die Finanzierung befinde sich noch in der Schwebe.“[9]

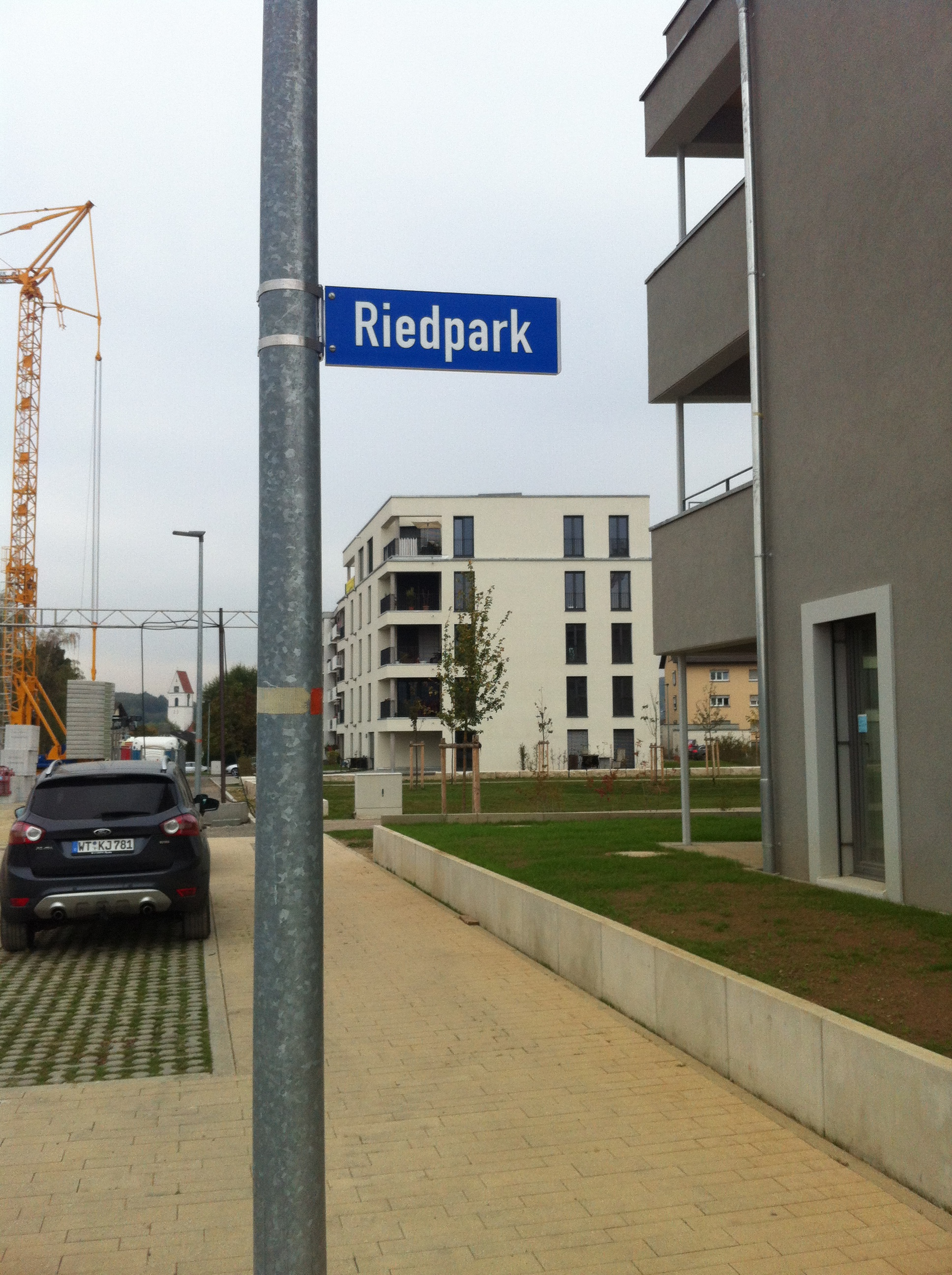
Wohnkomplex mit ‚Stadthäusern‘ im Riedpark

- Neubaubereich Wohnpark am Ried in Unterlauchringen: Nach einem Tag der offenen Tür im Frühjahr „zur Fertigstellung des ersten Bauabschnitts“ des Wohnprojekts der Werne-Gruppe, wurde am 20. Juli 2019 das fertiggestellte Solitärgebäude „Alea“ (lateinisch: „Würfel“ ob seiner Form) am vorgestellt.

- Mehrgenerationenwohnanlage im Riedpark: Zu der fast 10 Millionen teuren Anlage hatte auch eine Lauchringer Bürgerin „1,2 Millionen Euro aus ihrem Privatvermögen gespendet.“ Mitte September 2018 wurde Richtfest gefeiert.[10] Hier bietet die Gemeinde 15 Wohnungen zu sozial verträglichen Mietpreisen an. In der „ambulant betreuten Wohngemeinschaft für volljährige Menschen mit Unterstützungs- und Versorgungsbedarf“ haben das Familienzentrum Lauchringen (FAZ) und das Diakonische Werk 18 ehrenamtliche „Alltagsbegleiter“ zur Entlastung von pflegenden Angehörigen und Fachkräften in der Betreuung ausgebildet.[11]

Im Riedpark wurde am 11. Juli 2019 die zweite Außenstelle des Kindergartens St. Vinzenz mit 75 Plätzen eröffnet. Hier soll es in einer Begegnungsstätte mit im benachbarten Gebäude wohnenden Senioren zu einem Zusammensein kommen, da nach vielen Erfahrungen davon beide Seiten viel gewinnen können: „Die Kinder konnten sich hinsichtlich Sprache, Informationsaufnahme und Sozialverhalten weiterentwickeln.“

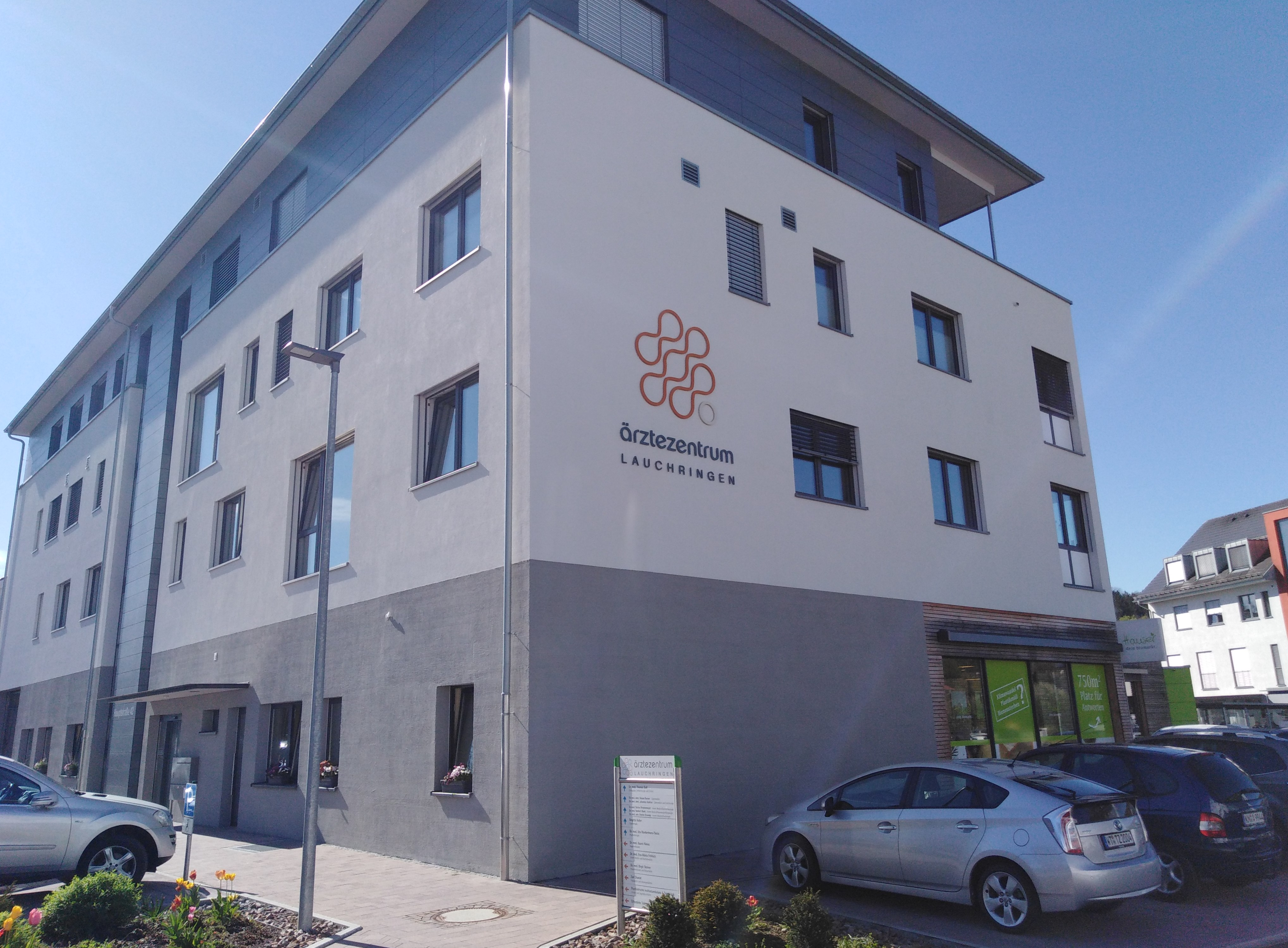
Neues Ärztezentrum in Unterlauchringen

Zur Diskussion um die Blockbau-Vorhaben meint Bürgermeister Schäuble: „Freies Gelände steht immer weniger zur Verfügung. Es sei aber auch nicht gut, aus dieser Sicht heraus, mit Wohnblöcken überall eine hohe Nachverdichtung bewirken zu wollen.“
- Die medizinische Versorgung in der Gemeinde gilt mit zwei Ärztehäusern als vorbildlich. Im 2017 errichteten Ärztehaus II befinden sich auch eine Tagesklinik für Kinder- und Jugendpsychiatrie, eine Beratungsstelle Courage des Frauen- und Kinderschutzhauses Waldshut und im Erdgeschoss ein Biomarkt.

Eine Reihe von Aktivitäten der Gemeinde erfolgt in arbeitsteiliger Zusammenarbeit mit Initiativen aus der Bürgerschaft.

### Bürgergemeinschaft
- Die ‚Wohngemeinschaft am Riedpark‘ ist Vorzeigeprojekt (Besichtigung am bundesweiten Tag der Städtebauförderung am 19. Mai 2019) für eine Kooperation von Gemeinde und Bürgerschaft. Die Pflegeleistungen übernimmt das Diakonische Werk, das Familienzentrum Lauchringen (FAZ) leitet den Betrieb. 18 Teilnehmer eines Ausbildungskurses des FAZ erhielten Mitte Mai 2019 ihre Zertifikate als Alltagsbegleiter. Sie „sind eine wertvolle Ergänzung im niederschwelligen Bereich und entlasten so die Fachkräfte“ in der Altenpflege – insbesondere in der „ambulant betreuten Wohngemeinschaft für volljährige menschen mit Unterstützungs- und Versorgungsbedarf“ im Riedpark.[14]

- Ebenfalls aus einer Initiative der Bürgerschaft ging 2016 der Klimabeirat hervor, der mit mehreren Arbeitsgruppen Entscheidungen der Gemeinde zum Klimaschutz kritisch begleitet. „Bei seiner ersten offiziellen Bürgeraktion setzten im Oktober 2018 rund 50 engagierte Lauchringer, darunter viele Kinder und Jugendliche, mehr als 3000 heimische Pflanzen in zehn 30 Quadratmeter große Beete entlang des Wutach-Damms in Oberlauchringen.“[15]

In der Gemeinderatssitzung am 24. Juli 2019 wurde die Einstellung eines Klimaschutzmanagers innerhalb der Gemeindeverwaltung in die Wege geleitet.
- Beim Landeswettbewerb Natur nah dran 2019 zählt Lauchringen zu den 13 von 72 teilnehmenden Orten, die eine finanzielle Zuwendung „zur Förderung der biologischen Vielfalt im Siedlungsraum“ erhalten. Der Klimabeirat hatte fünf Rasenflächen ausgewählt, die aufgewertet werden sollen. Dazu werden „vier Mitarbeiter der Gemeinde“ durch den Nabu (Naturschutzbund Baden-Württemberg) geschult. „In Zukunft können [weitere] Flächen als Ausgleichsmaßnahmen für Bebauungsprojekte verwirklicht werden.“[16]

## Politik
Lauchringen ist Wohnort des CDU-Bundestagsabgeordneten Felix Schreiner und der SPD-Bundestagsabgeordneten und Parlamentarischen Staatssekretärin Rita Schwarzelühr-Sutter.

### Gemeinderat
Der Gemeinderat in Lauchringen besteht aus den 18 gewählten ehrenamtlichen Gemeinderäten und dem Bürgermeister als Vorsitzendem. Der Bürgermeister ist im Gemeinderat stimmberechtigt. Die Kommunalwahl am 9. Juni 2024 führte zu folgendem Endergebnis.

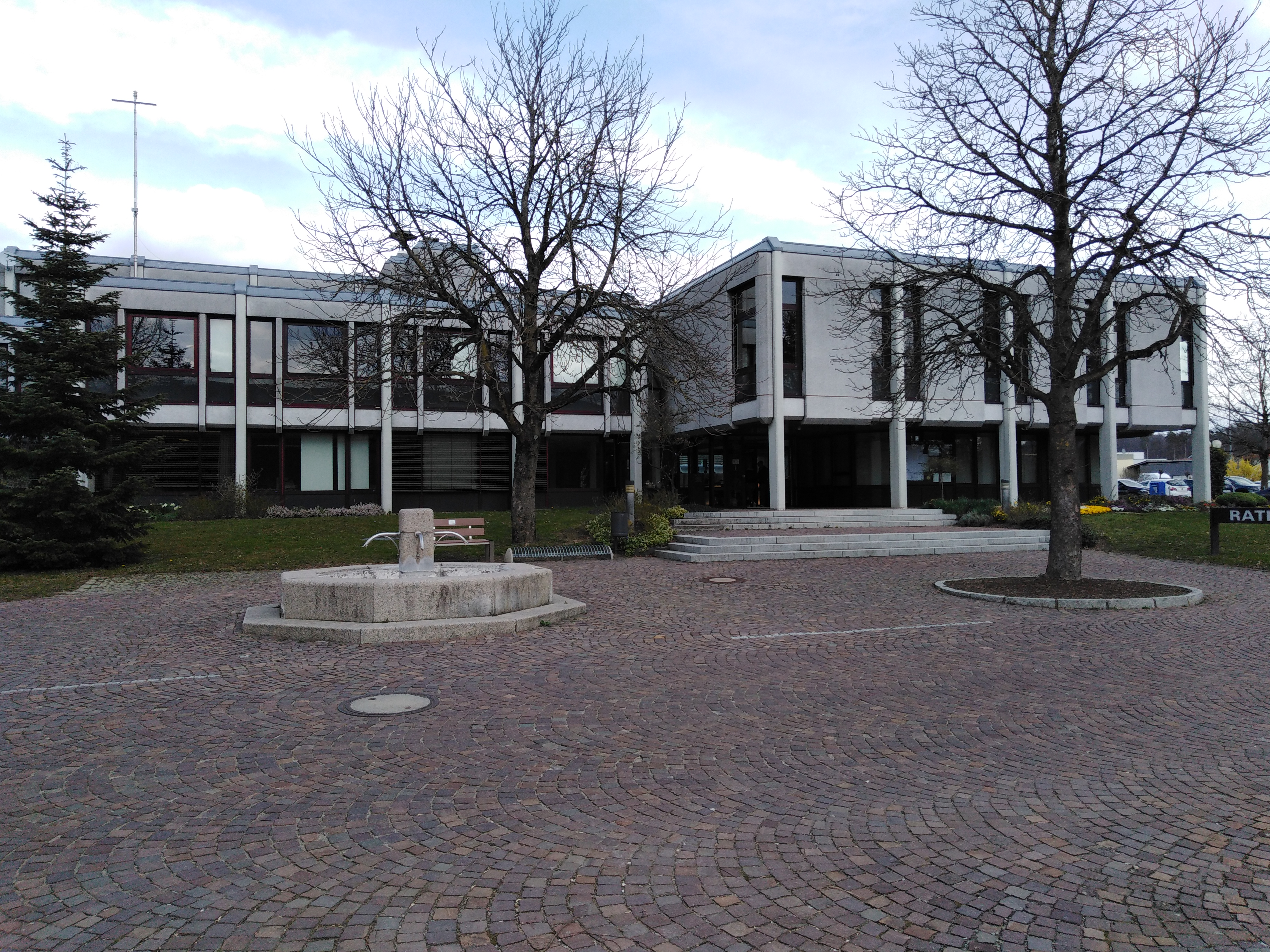
Das 1985 fertiggestellte Rathaus in Unterlauchringen

| Parteien und Wählergemeinschaften | Parteien und Wählergemeinschaften           | % 2024  | Sitze 2024 | % 2019 | Sitze 2019 | Kommunalwahl 2024 %403020100 39,41 %37,37 %20,9 %6,78 % CDUFWSPDGrüneGewinne und Verlusteim Vergleich zu 2019 %p 8 6 4 2 0 −2 −4+0,01 %p−2,43 %p± 0,0 %p+6,78 %pCDUFWSPDGrüne |
| CDU                               | Christlich Demokratische Union Deutschlands | 39,41   | 7          | 39,4   | 7          | Kommunalwahl 2024 %403020100 39,41 %37,37 %20,9 %6,78 % CDUFWSPDGrüneGewinne und Verlusteim Vergleich zu 2019 %p 8 6 4 2 0 −2 −4+0,01 %p−2,43 %p± 0,0 %p+6,78 %pCDUFWSPDGrüne |
| FW                                | Freie Wähler                                | 37,37   | 7          | 39,8   | 7          | Kommunalwahl 2024 %403020100 39,41 %37,37 %20,9 %6,78 % CDUFWSPDGrüneGewinne und Verlusteim Vergleich zu 2019 %p 8 6 4 2 0 −2 −4+0,01 %p−2,43 %p± 0,0 %p+6,78 %pCDUFWSPDGrüne |
| SPD                               | Sozialdemokratische Partei Deutschlands     | 16,44   | 3          | 20,9   | 4          | Kommunalwahl 2024 %403020100 39,41 %37,37 %20,9 %6,78 % CDUFWSPDGrüneGewinne und Verlusteim Vergleich zu 2019 %p 8 6 4 2 0 −2 −4+0,01 %p−2,43 %p± 0,0 %p+6,78 %pCDUFWSPDGrüne |
| GRÜNE                             | Bündnis 90/Die Grünen                       | 6,78    | 1          | –      | –          | Kommunalwahl 2024 %403020100 39,41 %37,37 %20,9 %6,78 % CDUFWSPDGrüneGewinne und Verlusteim Vergleich zu 2019 %p 8 6 4 2 0 −2 −4+0,01 %p−2,43 %p± 0,0 %p+6,78 %pCDUFWSPDGrüne |
| gesamt                            | gesamt                                      | 100,0   | 18         | 100,0  | 18         | Kommunalwahl 2024 %403020100 39,41 %37,37 %20,9 %6,78 % CDUFWSPDGrüneGewinne und Verlusteim Vergleich zu 2019 %p 8 6 4 2 0 −2 −4+0,01 %p−2,43 %p± 0,0 %p+6,78 %pCDUFWSPDGrüne |
| Wahlbeteiligung                   | Wahlbeteiligung                             | 61,65 % | 61,65 %    | 61,4 % | 61,4 %     | Kommunalwahl 2024 %403020100 39,41 %37,37 %20,9 %6,78 % CDUFWSPDGrüneGewinne und Verlusteim Vergleich zu 2019 %p 8 6 4 2 0 −2 −4+0,01 %p−2,43 %p± 0,0 %p+6,78 %pCDUFWSPDGrüne |

### Bürgermeister
Bürgermeister der Gemeinde Lauchringen ist seit August 2002 Thomas Schäuble (CDU) in der dritten Amtsperiode.
Thomas Schäuble ist seit 2004 Mitglied des Kreistages sowie des Finanz- und Verwaltungsausschusses und des Jugendhilfeausschusses des Landkreises Waldshut sowie seit 2007 Mitglied des Verwaltungsrats der Sparkasse Hochrhein.
Ehemals selbstständige Gemeinden
- bis 1971 in Oberlauchringen: Bertold Schmidt (CDU)
- in Unterlauchringen: August Strittmatter

Seit der Gemeindereform
- Von 1. Juli 1971 bis 31. Juli 2002: Bertold Schmidt (CDU)
- Ab 1. August 2002: Thomas Schäuble (CDU)

Tradition

Nach dem Übergang an Baden 1806 wurde in der 1831 erlassenen Gemeindeordnung das Selbstverwaltungsrecht der Gemeinde verankert. Ortsvorgesetzter an Stelle des bisherigen Vogtes war nun der Bürgermeister, die Geschworenen wurden durch die Gemeinderäte ersetzt, beide zunächst auf 6 Jahre gewählt, nach einer späteren Verfügung der Bürgermeister auf neun, die Gemeinderäte auf 4 Jahre. Neben Ratschreiber und Gemeinderechner ist der 1821 bereits eingeführte Bürgerausschuss zu erwähnen, dem vor allem Entscheidungsbefugnisse in finanzieller Hinsicht […] zustanden.

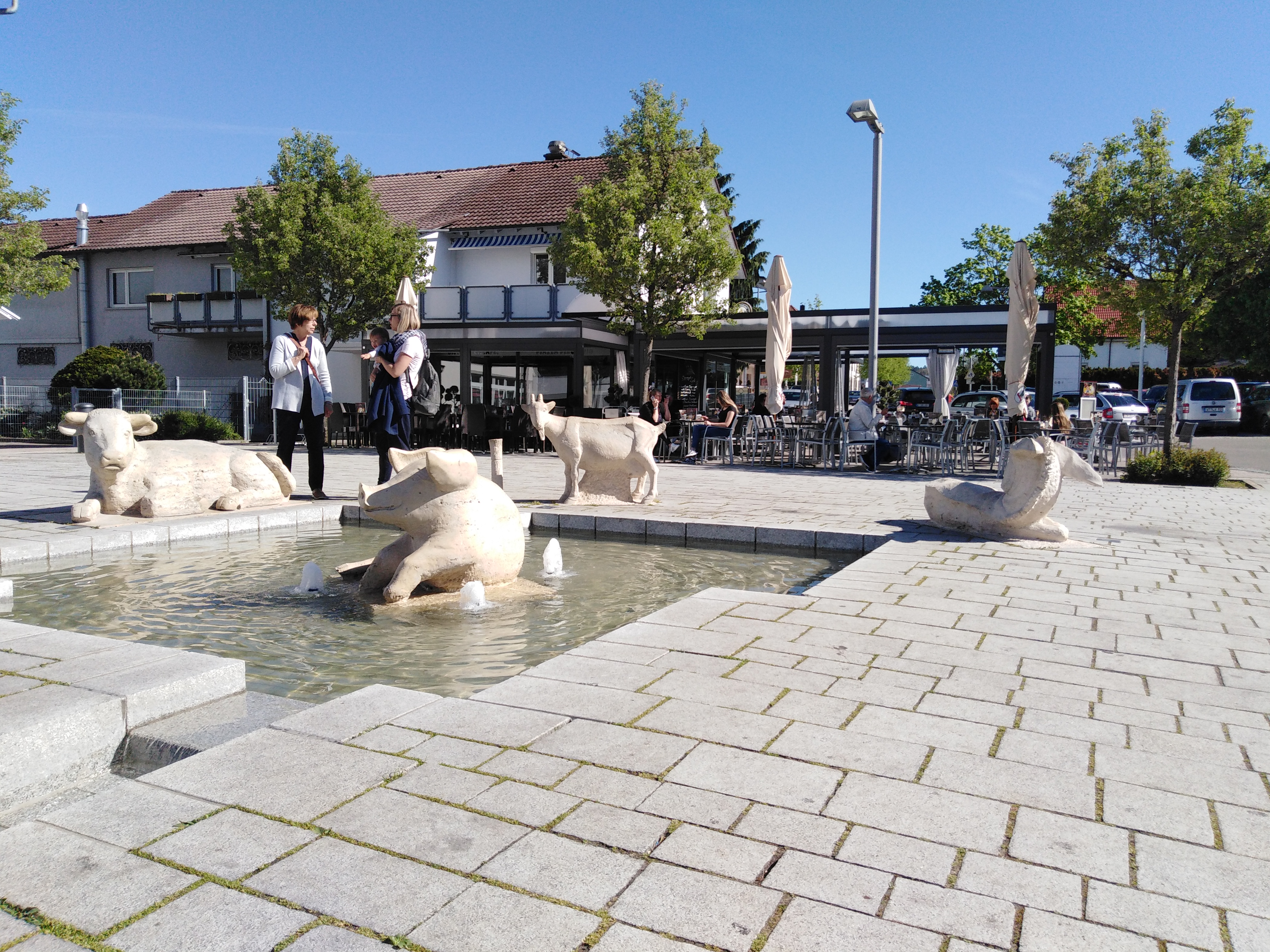
Ortsmitte mit Marktplatz in Unterlauchringen

### Haushalt 2019 und Vorhaben
Im am Ende Januar 2019 beschlossenen Haushaltsplan, der ohne weitere Schulden auskommt und 18,2 Millionen Euro Einnahmen und 17,7 Millionen Euro Ausgaben vorsieht, sind 7,4 Millionen Euro an Investitionen geplant. „Als wichtige Leitlinie für Lauchringen nennt der Plan die Familienfreundlichkeit“ und „weiterhin den Erhalt der Ärzteversorgung, die Umsetzung eines Klimaschutzgesetzes, die Entwicklung zu einer energieautonomen Gemeinde und die bauliche Entwicklung.“ In die Sanierung öffentlicher Gebäude, in Schule am Hochrhein und Rathaus, investiert die Gemeinde (ohne Landeszuschuss) 1,3 Millionen Euro.

### Wappen
| Wappen der Gemeinde Lauchringen | Blasonierung: „In geteiltem Schild oben in Silber (Weiß) drei aufsteigende rote Spitzen, unten in Blau ein schreitender silberner (weißer) Schwan.“ |
| Wappen der Gemeinde Lauchringen | Wappenbegründung: Das am 8. Oktober 1971 vom Innenministerium zusammen mit der Flagge verliehene, auf die historischen Herrschaftsverhältnisse hinweisende Wappen ist eine Kombination aus dem Wappen der Ortsteile Ober- und Unterlauchringen. Oberlauchringen führte seit 1929 im Wappen die sogenannten Sulzer Spitzen. Die Grafen von Sulz besaßen die Landgrafschaft Klettgau vom 15. bis 17. Jahrhundert. Das 1895 angenommene Wappen von Unterlauchringen zeigt in von Blau und Silber geteiltem Schild oben einen silbernen Schwan. Es ist aus dem Schild und der Helmzier (Schwanenhals) des Wappens der Grafen von Lupfen, der Inhaber der Landgrafschaft Stühlingen durch drei Jahrhunderte, zusammengesetzt. |

Wappen der früheren Gemeinden
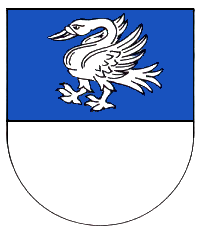
Unterlauchringen
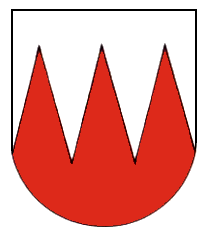
Oberlauchringen

### Städtepartnerschaft
Seit 1997 besteht eine Partnerschaft mit der französischen Gemeinde Saint-Pierre-de-Chandieu, die etwa 20 Kilometer südöstlich von Lyon liegt. In Lauchringen besteht zur Jumelage der Deutsch-französische Freundeskreis. Vorsitzende ist Barbara von Schnurbein, Ehrenvorsitzende ist Monika Franck. Nach wie vor finden zahlreiche Treffen (wie die gegenseitige Teilnahme an Veranstaltungen) und traditionell der Jugendaustausch statt.

## Wirtschaft und Infrastruktur

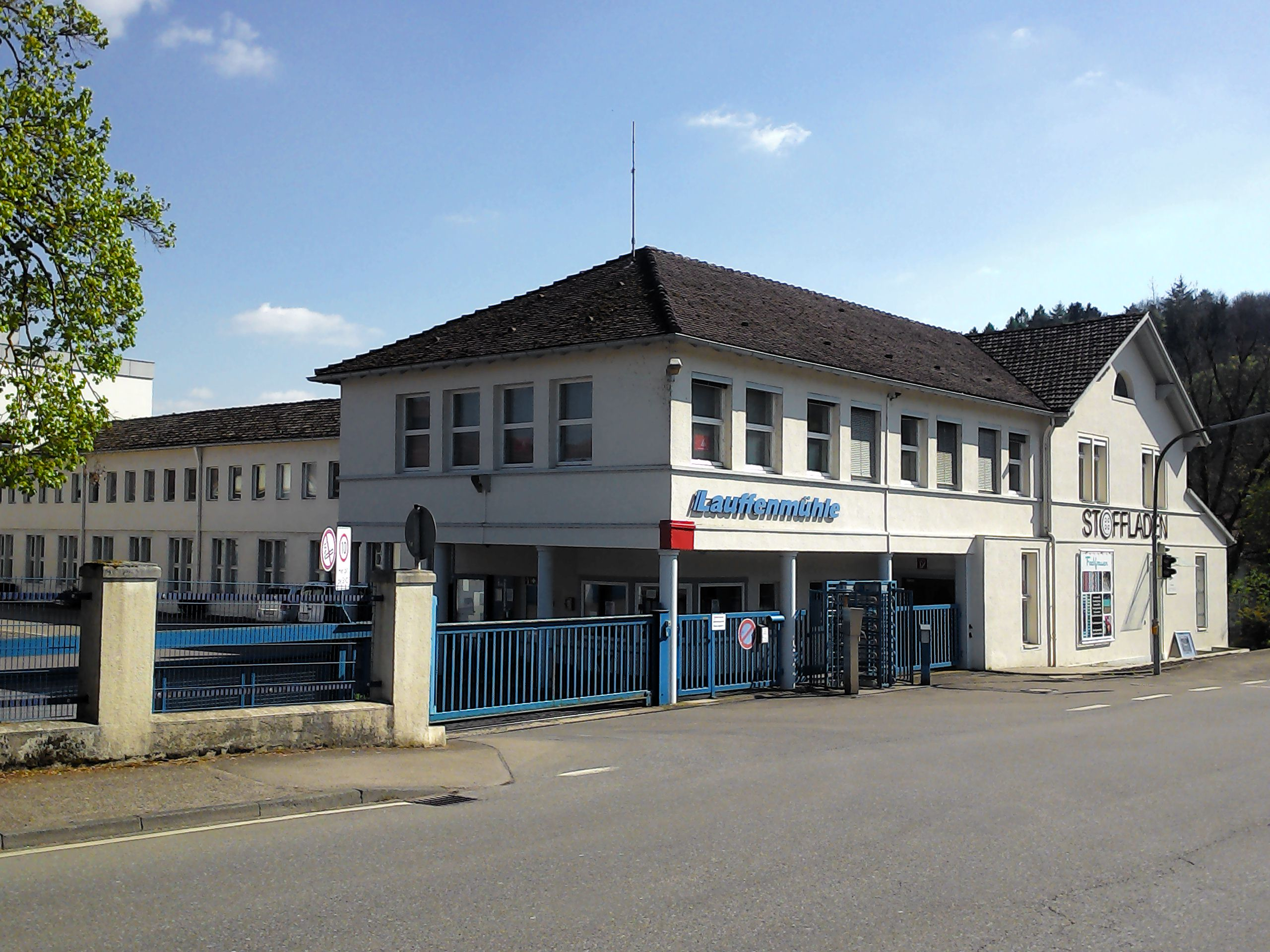
Ehemaliger Eingangsbereich des Ende Juli 2019 geschlossenen Laufenmühle, (Pförtnerhaus mit Verwaltungskomplex wurde Anfang 2021 abgerissen).

### Ansässige Unternehmen
- Der größte Arbeitgeber von Lauchringen war seit 1835 die Textilfirma Lauffenmühle, die ihre Produktion zum 31. Juli 2019 einstellte. Auf dem ehemaligen Firmenareal, welches durch die Gemeinde Lauchringen erworben wurde, soll zukünftig eine „Fläche für ein Gründerzentrum, etablierte Betriebe, eine Kunstszene und öffentlich geförderten, bezahlbaren Wohnraum.“ entstehen.[21]

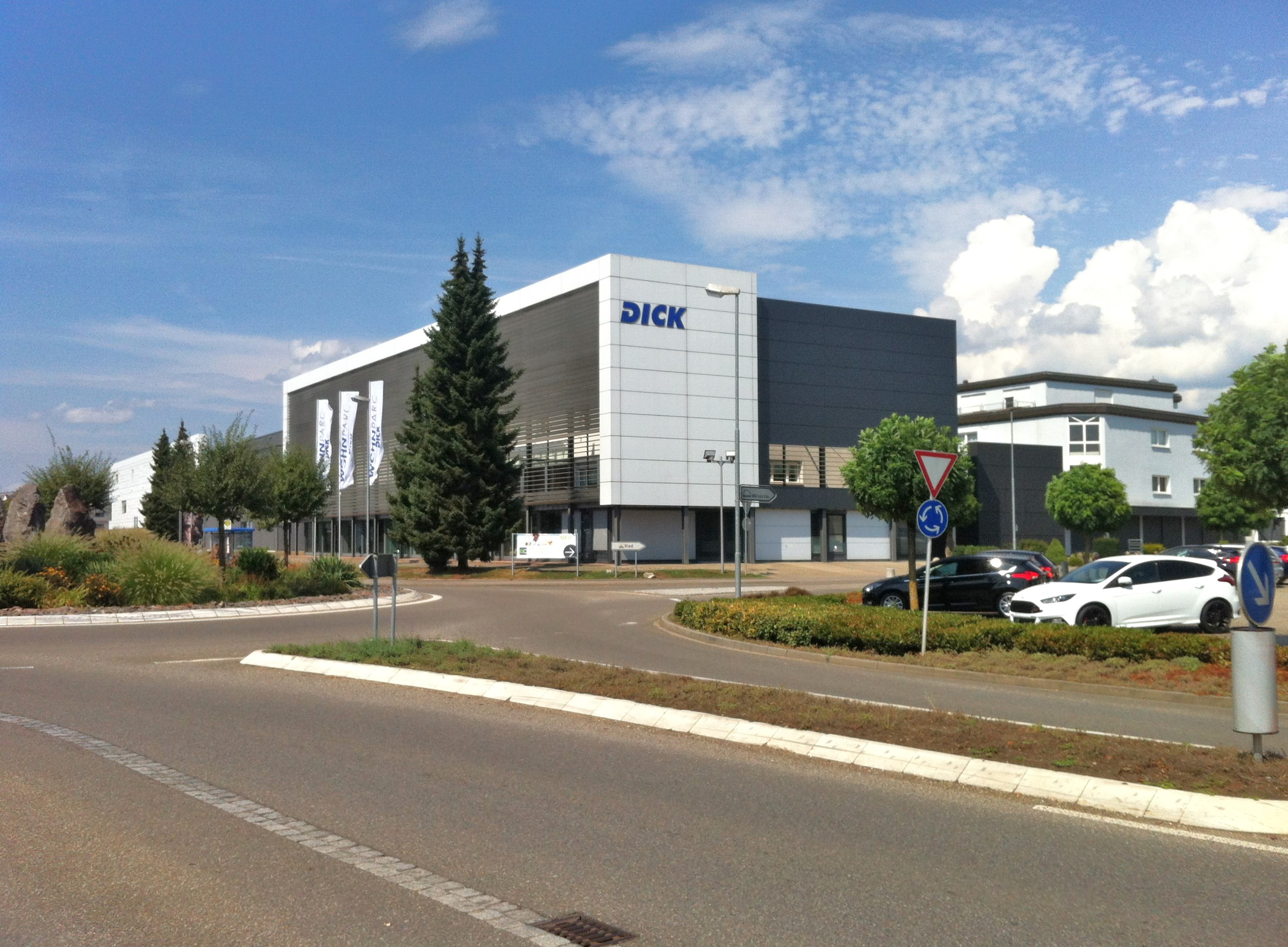
Ausstellungsgebäude des Möbelhaus Dick

- Simmler Konfitüren mit 50 Beschäftigten.
- Seit 1964 stellt die Firma Hans-O.Habermann UL + CSA mit mehr als 30 Mitarbeitern Transformatoren bis 400 kVA her.[22]
- Möbelhaus Dick[23]
- Car-Multimedia-Firma ACR mit Auslieferungslager.
- Metall Recycling Wiederkehr AG
- Die Sparkasse Hochrhein und die Volksbank Hochrhein unterhalten jeweils eine Filiale in Lauchringen.

Im Industriegebiet Lauchringen befindet sich die Zentrale Einsatzstelle für das untere Wutachtal des Deutschen Roten Kreuzes (DRK) sowie der Standort der Feuerwehr.
Die Lauchringer Feuerwehr zählt 79 Mitglieder in der Einsatzabteilung, 22 in der Jugendabteilung, zwölf in der Bambini-Abteilung (acht bis zwölf Jahre) und 23 Mitglieder in der Altersabteilung. Kommandant ist Bernhard Loll.

### Bildung
- In Unter- und Oberlauchringen gibt es je eine Grundschule.
- Werkrealschule mit Ganztagesunterricht in Unterlauchringen.
- Gemeindebücherei: Die Bücherei wurde im Oktober 2003 im Alten Rathaus in Oberlauchringen eröffnet. Der Bestand umfasst Kinder-, Jugend-, Sachbücher, Romane, Zeitschriften und auch Hörbücher. Fernleihen sind möglich.

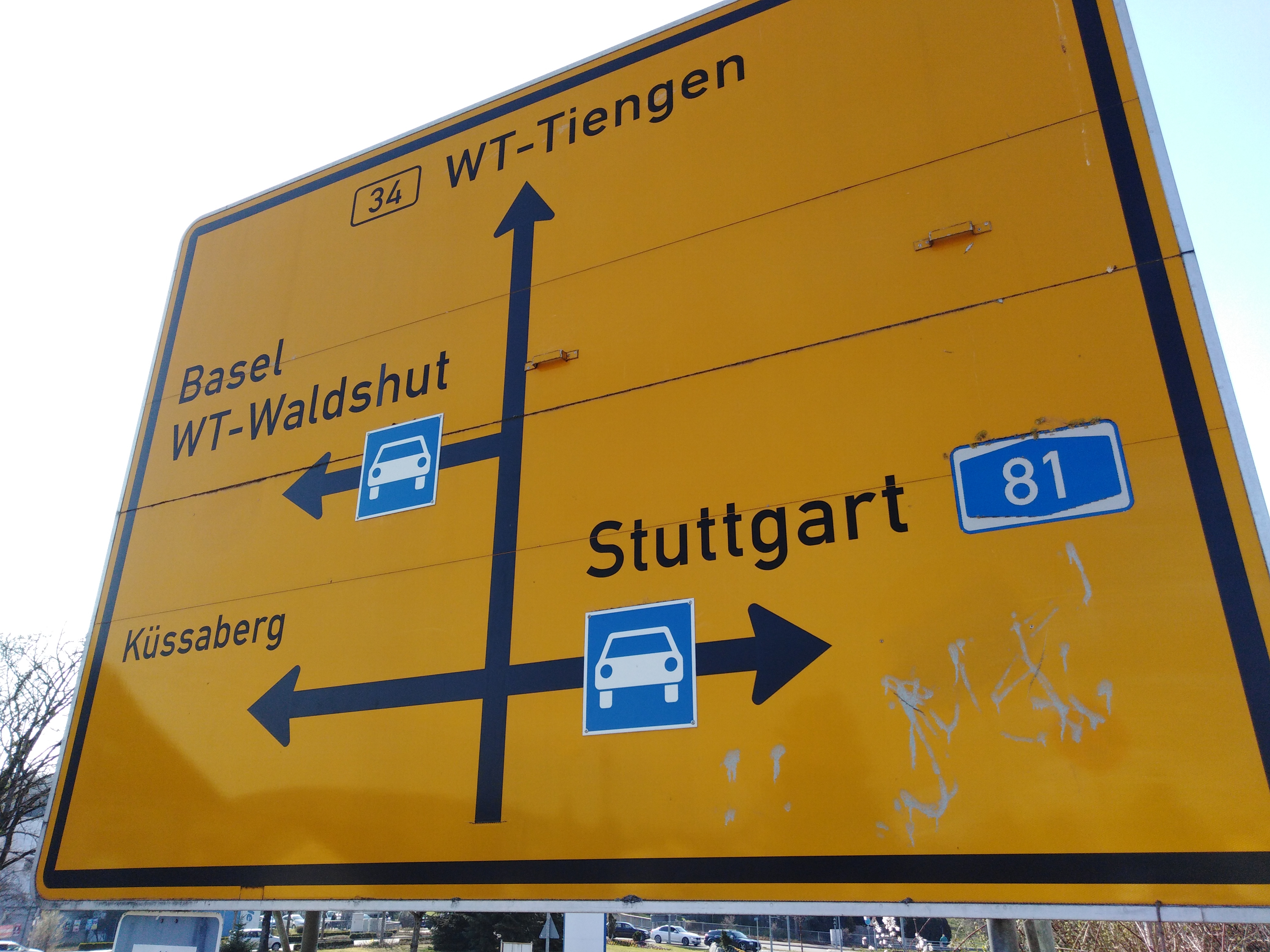
Verkehrsknoten Unterlauchringen

### Verkehr

#### Straße
Lauchringen ist als Verkehrsknoten derzeit noch stark belastet, da der Abzweig der A 98 nach Osten auf die L 163 (Unterlauchringen, 16.000 Fahrzeuge täglich) und Bundesstraße 34 (Oberlauchringen, 12.000 Fahrzeuge) nach dem Bürgerwaldtunnel durch beide Teilorte führt und von der B 314 aus dem Wutachtal – umgekehrt – der Zustrom des Autoverkehrs ins Umfeld und den Rheinübergang bei Bad Zurzach ebenso die Ortsdurchfahrten wählen muss.

#### B 34-Umfahrung (Ost)
Die seit 2017 im Bau befindliche Strecke bildet eine Nord-Süd-Verbindung zwischen der mit hohem Lkw-Verkehr belasteten B 314 aus dem Nordosten von der Autobahn A 81 kommend und der aus östlicher Richtung (Schweiz/Schaffhausen) heranführenden B 34. Die letztere, ebenfalls verkehrsreiche Straße wird dadurch (die Ortschaft Oberlauchringen aussparend) zur B 314 geführt und mit dieser dort im Kreisverkehr auf den Anschluss zur A 98 geleitet, sodass auch die Durchfahrt Unterlauchringen entlastet ist.
Die Eröffnung des neuen Abschnitts „ist noch immer kurz vor Weihnachten geplant. Die Baukosten bleiben im Budget von 24 Millionen Euro. Gestartet war das Projekt mit einer Kalkulation von 18 Millionen Euro. Die Steigerung ist vor allem jener aufwendigen Brückenkostruktion geschuldet, die das Gleis der Hochrheinbahn über die Ortsumfahrung hinweg führt.“ Die Brücke ist im Zusammenhang mit der geplanten Elektrifizierung der Bahnstrecke bereits mit dem Platz für ein zweites Gleis ausgeführt.

#### Automobilität
Am Carport am Rathaus befindet sich eine Schnellladesäule für Elektrofahrzeuge, zudem zwei in der Jahnstraße und eine im neuen Parkhaus. Der Klimabeirat der Gemeinde Lauchringen bewirkte im Juli 2021 die Einrichtung von Carsharing-Standorten ohne „externen Dienstleister“ mit zwei Fahrzeugen der Gemeinde und je einem von zwei ortsansässigen Firmen.

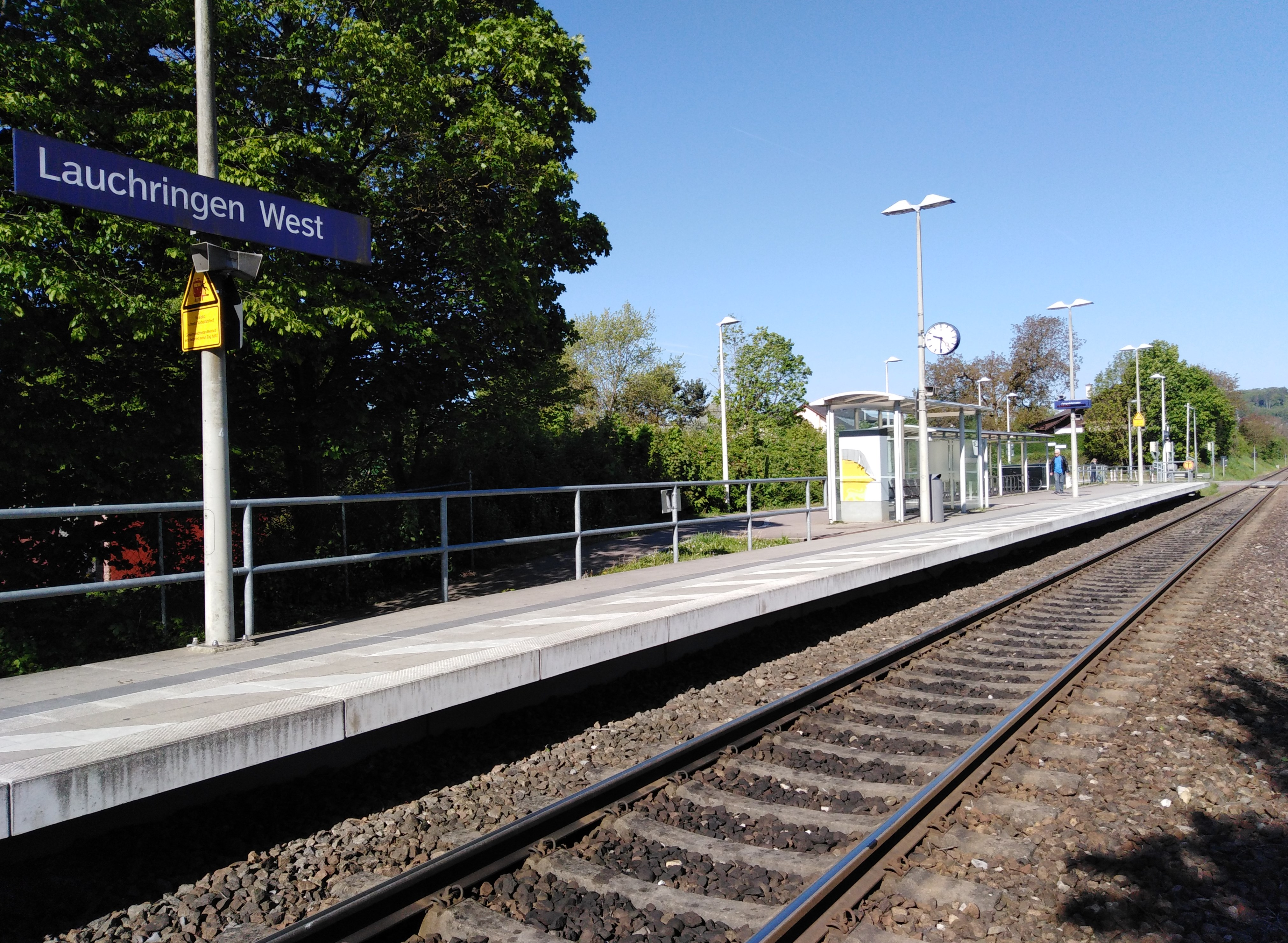
Die neue Bahnstation Lauchringen-West

#### Bahn
- Hochrheinbahn

Lauchringen besitzt zwei Bahnstationen – den ehemaligen Bahnhof Oberlauchringen, heute Bahnhof Lauchringen und die Station Lauchringen-West.
2018 informierte die DB Netz AG über einen vorgesehenen Neubau der Eisenbahnbrücke über die Wutach: „Der Abriss der Oberlauchringer Stahlfachwerkbrücke ist laut Deutscher Bahn alternativlos.“ Die seit 2006 unter Denkmalschutz stehende Brücke „wurde 1862 errichtet und erhielt 1909 ihren heutigen Stahlüberbau […] ‚Das Problem ist Materialübermüdung‘“, so der Experte der DB auf einer Informationsveranstaltung am 14. November 2018 mit 80 Zuhörern im Ort und „ein Austausch betroffener Elemente sei technisch nicht möglich.“ Eine Art von Umbau – „ein geschweißter Ersatz würde viel wuchtiger ausfallen und den Denkmalschutz verlieren. […] Die sichere Restnutzungsdauer ist bis 2024 befristet.“ Der Neubau wäre eine „Stabbogenbrücke“. „Ob der Bau mit der Elektrifizierung der Hochrheinstrecke gebündelt werden kann, […] ist unklar.“
- Wutachtalbahn

Seit 1876 zweigt vom Bahnhof Lauchringen die Wutachtalbahn ab, die anfangs nur bis nach Weizen bei Stühlingen führte und nach dem strategischen Bahnbau 1890 (heute die Museumsstrecke als Teilstrecke der Wutachtalbahn) eine Verbindung in den Schwarzwald-Baar-Kreis darstellte. Sie ist heute wieder teilweise befahrbar, nachdem die Bahnbetriebe Blumberg einen Schülerverkehr – derzeit (Mai 2019) bis Eggingen – eingerichtet haben. Eine Fortsetzung von Waldshut bis Stühlingen soll noch dieses Jahr erfolgen. Mit dem speziellen Zubringer zur Museumsbahn von Waldshut aus ist die Strecke seit längerem bis Blumberg eingerichtet.

#### Radverkehr
Durch Alltagsrouten aus dem Radnetz Baden-Württemberg ist Lauchringen
- mit Waldshut-Tiengen,
- über Erzingen mit Schaffhausen und
- über Geißlingen, Grießen, Dettighofen und Jestetten mit Schaffhausen verbunden.

Durch Lauchringen verlaufen die folgenden Landes-Radfernwege: 
- Der Südschwarzwald-Radweg führt als Rundweg von Hinterzarten über Waldshut-Tiengen, Basel und Freiburg rund um den Naturpark Südschwarzwald. Er verläuft dabei entlang der Wutach von Stühlingen über Wutöschingen nach Lauchringen und weiter über Tiengen nach Waldshut.
- Der Schwarzwald-Panorama-Radweg führt von Pforzheim, Freudenstadt und Titisee-Neustadt kommend über Bonndorf im Schwarzwald, Stühlingen und Wutöschingen nach Lauchringen und weiter an sein Ziel Waldshut-Tiengen.

### Veranstaltungen und Initiativen
- Lauchringer Ausbildungsbörse: Die Gemeinde ist Träger der Ausbildungsbörse und realisiert die Veranstaltung mit der Schule am Hochrhein. An der Veranstaltung 2019 nahmen 56 Unternehmen, Institutionen und Behörden aus der Region teil. Ziel ist die Information von Schülern und Eltern über mögliche Ausbildungsplätze zu „einem gelungenen Start in ein erfolgreiches Berufsleben.“[30] (am 30. März 2019 mit 56 Ausstellern).

- Handels- und Gewerbekreis Lauchringen (HuG) mit 90 Mitgliedern „zur Verbesserung von Wirtschaftskraft und Infrastruktur in der Gemeinde.“ Mit der Gemeinde Veranstalter der Triathlon-Nacht und der Nacht der Kulturen. Nach 22 Jahren übergab Dorothea Schreiner am 15. Juli 2019 den Vorsitz an Stephanie Lovisi.

### Medien
In Lauchringen sind die überregionale Tageszeitung Südkurier sowie der lokal orientierte Alb-Bote vertreten. Wöchentlich erscheint das Anzeigenblatt „Hochrhein Anzeiger“. Online berichtet Hierzuland.info über die umliegenden Orte.

## Religiöse Gemeinschaften

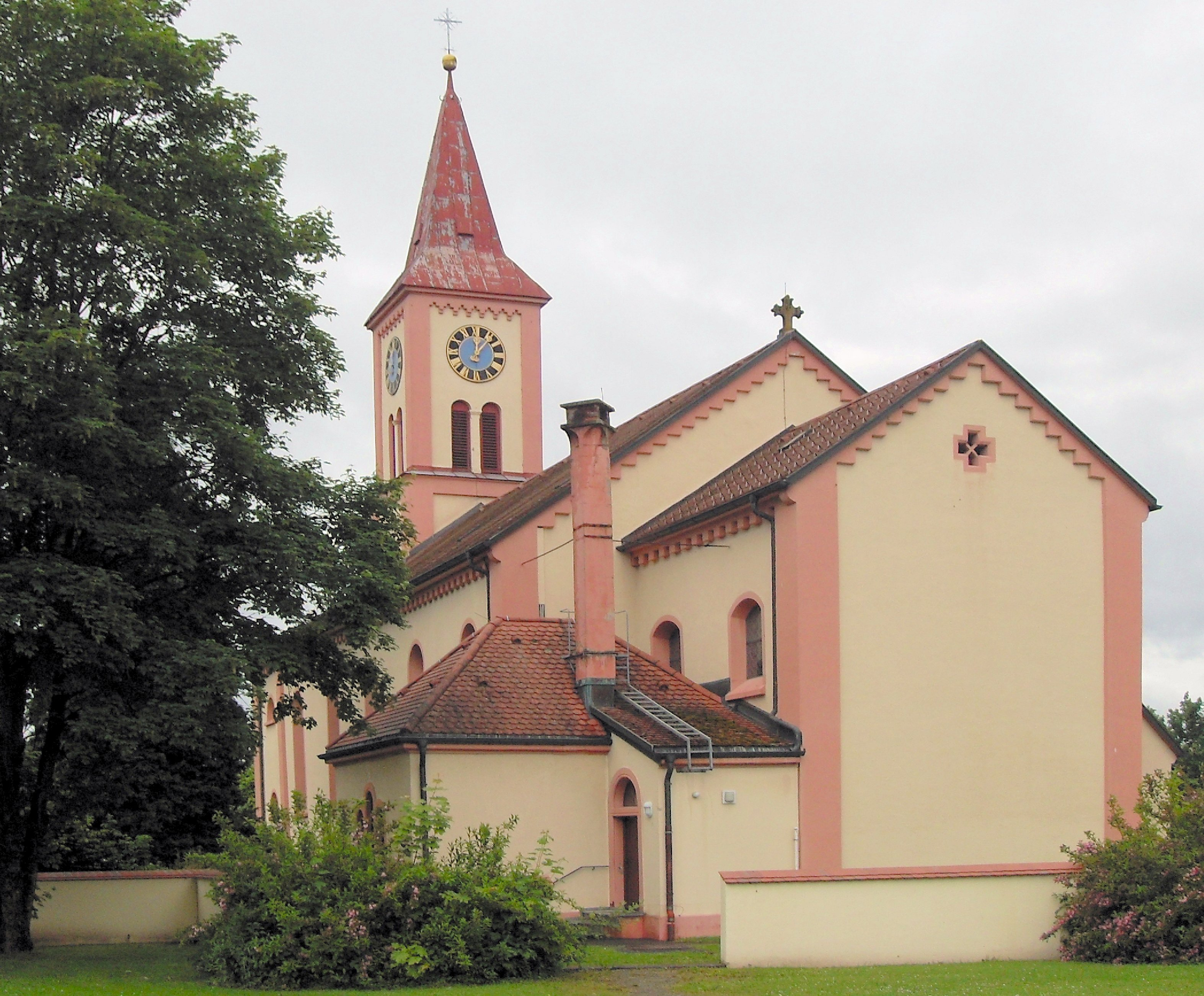
Kirche St. Andreas in Oberlauchringen

In Unter- und Oberlauchringen bestehen die katholischen Pfarrgemeinden Herz-Jesu und St. Andreas, für beide Ortschaften die evangelische Matthäus-Pfarrgemeinde.

### Katholische Gemeinde
Ursprünglich gehörte Oberlauchringen zur Pfarrei Tiengen, die Filiale „Lochringen“ ist dort 1360/70 erwähnt. 1622 wurde die Pfarrei St. Andreas selbstständig. Es existiert eine ununterbrochene „Liste der Pfarrherren“. Der unerschrockene Pfarrer Dietrich (1937–1952) war während des Krieges, 1944, verhaftet worden „und beharrte trotz stundenlanger Verhöre auf seinem Grundsatz, daß er sich lieber den Kopf abschlagen lasse, als jemand der Gestapo auszuliefern.“
Ein erster Hinweis auf eine Kirche gibt es in einer Urkunde von 1357, sie galt um 1700 als „alt und baufällig“, wurde aber erst 1835 abgerissen: „Die jetzige Pfarrkirche wurde 1835/36 in einfachem klassizistischen Stil erbaut […] 1980/81 erfolgte die Außenrenovation, 1986 die vollständige Restaurierung des Innenraumes zugunsten der früher vorhandenen dekorativen Bemalung.“

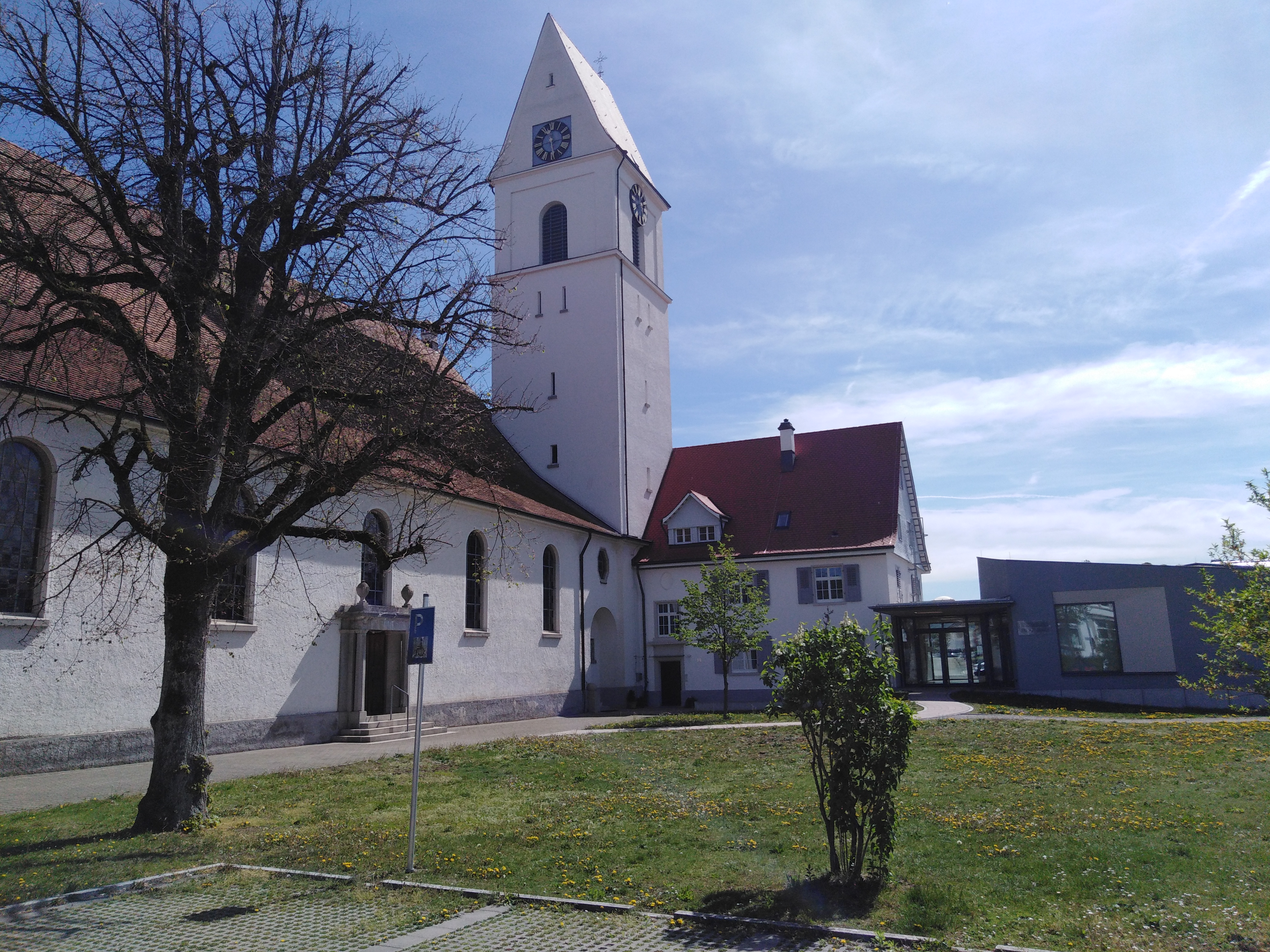
Katholische Herz-Jesu-Kirche in Unterlauchringen

Unterlauchringen blieb als kleines Dorf bis 1918 Filiale der Pfarrei Tiengen. Die Bitte um eine eigene Kapelle wurde 1792 vom Fürsten nicht ausreichend bezuschusst, möglich wurde nur ein Kreuz „mitten im Dorf“. Erst 1890 hatte sich der Ort so weit entwickelt, dass eine große Kapelle gebaut werden konnte. 1924 wurde dann der Grundstein gelegt und 1926 die mit einer großzügigen Spende der Lauffenmühle (8000 Goldmark) im modernen klassizistischen Stil erbaute Herz-Jesu-Kirche eingeweiht. Selbstständig wurde die Pfarrei erst 1948, eine grundlegende Kirchenrenovation erfolgte 1988.
Lauchringen war bis zum 31. Dezember 2007 Sitz des Dekanats Wutachtal des Erzbistums Freiburg. Seit der Dekanatsreform ist es im neuen Dekanat Waldshut aufgegangen.
Frauenstreik

Drei ehrenamtliche Mitarbeiterinnen des „Gemeindeteams“ Oberlauchringen traten am 13. Mai 2019 in den Streik für eine Gleichstellung der Frauen in der katholischen Kirche: „Frauen übernehmen 70 Prozent der Kirchenarbeit und gehören nicht dazu.“ Bereits im Vorfeld führten sie einen Info- und Diskussionsabend durch und veranstalteten am Sonntag, den 19. Mai einen eigenen Wortgottesdienst vor der Kirche mit 60 Unterstützern, Frauen und Männern, während gleichzeitig in der Kirche der reguläre Gottesdienst stattfand. Solidarisiert mit den Frauen hatte sich auch der Pfarrgemeinderat Mittlerer Hochrhein St. Verena sowie die Bundestagsabgeordnete Rita Schwarzelühr-Sutter (SPD) aus Lauchringen.
„Pfarrer Ulrich Sickinger hatte dem Wunsch der Frauen nach Gleichberechtigung zuvor Verständnis und Unterstützung signalisiert. Zwar blieb er der Aktion vor der Lauchringer Kirche fern, untersagt hatte er sie aber nicht.“
Generell geht es auch im Rahmen der Aktion Maria 2.0 um „die Gleichstellung von Männern und Frauen in der katholischen Kirche. […] Rund 5000 Unterschriften haben die drei Initiatorinnen des Lauchringer Kirchenstreiks […] seit Beginn ihrer Initiative im Mai gesammelt. […] Am Montag [23. September 2019] reisten die drei Frauen ins hessische Fulda, wo die Deutsche Bischofskonferenz tagt.“ Sie übergaben „an Kardinal Reinhard Marx, den Vorsitzenden der Bischofskonferenz, einen Aktenordner mit den Unterschriften.“

### Evangelische Gemeinde

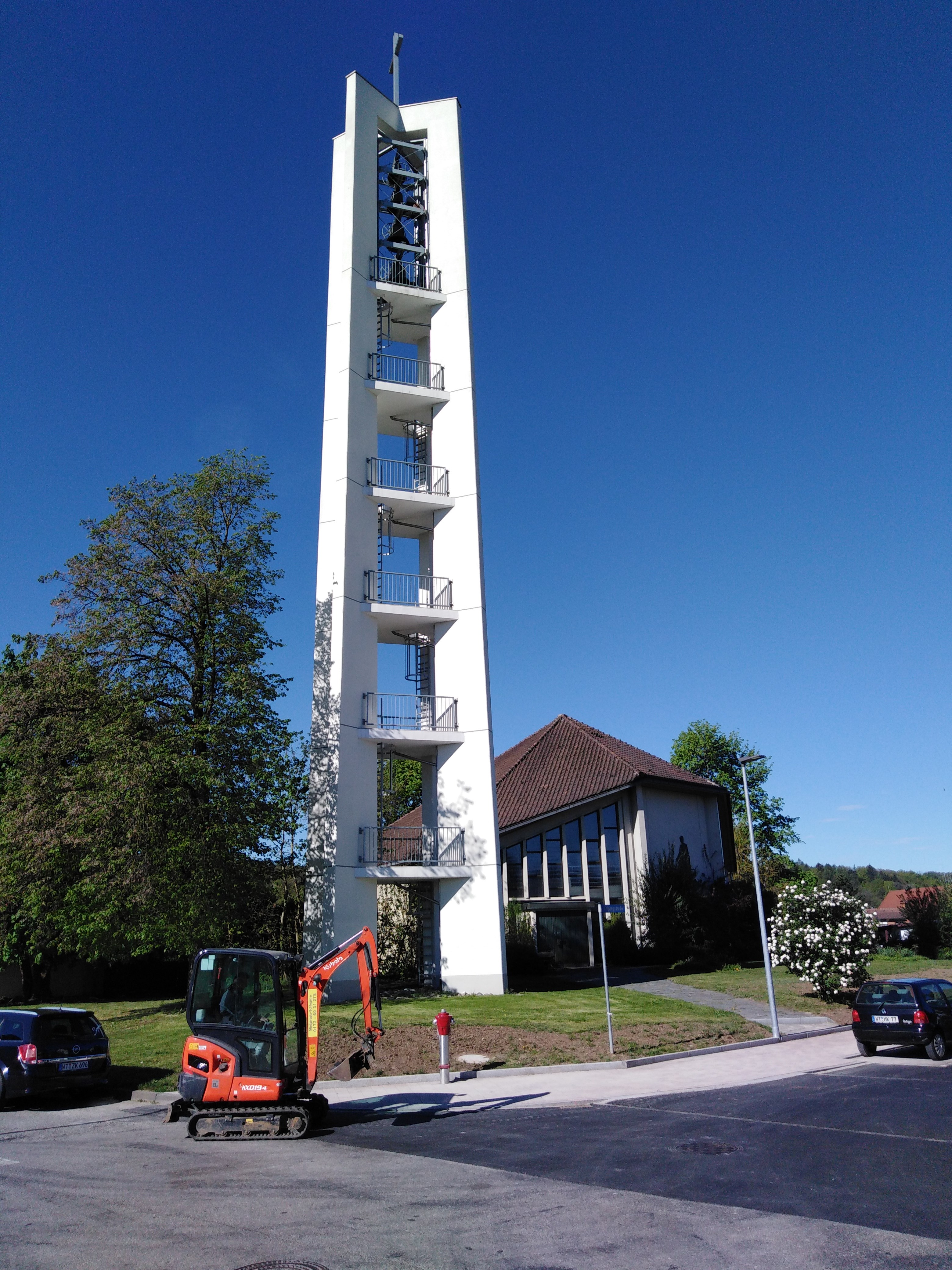
Die evangelische Matthäus-Kirche in Unterlauchringen

Während es im 19. Jahrhundert noch kaum evangelische Christen in der Region gab – nur durch die enge Verbindung zum reformatorischen Zurzach befand sich in Kadelburg eine starke evangelische Gemeinde. Mit ihrer Unterstützung konnte 1906 zuerst eine Kirche in Tiengen gebaut werden, dorthin waren dann auch die Lauchringer Evangelischen orientiert.
Durch den Zuzug nach dem Zweiten Weltkrieg (Heimatvertriebene) wuchs dann der evangelische Bevölkerungsteil rasch, auch da die Lauffenmühle Arbeitsplätze bot. 1959 konnte die Matthäus-Kirche erbaut werden, 1980 löste sich die evangelische Gemeinde von der Pfarrei Tiengen.
Andere Gemeinschaften

Der Verein Millî Görüş Lauchringen hat eine Moschee im Gewerbegebiet Wiggenberg errichtet.

### Soziale Einrichtungen
- Der Peru-Arbeitskreis der Seelsorgeeinheit St. Verena realisierte Projekte (Kirchenneubau, Bäckerei, Ausbildungszentrum) in der Partnergemeinde San Martin de Porres in Pamplona Alta/Lima. „Mittlerweile konnten acht junge Leute bis zu einem Jahr aus dem Kreis Waldshut als Voluntario in die Partnergemeinde […] vermittelt werden.“ Umgekehrt drei Personen aus Peru.[36]

- Kolpingfamilie
- Das Familienzentrum Hochrhein (FAZ) in Unterlauchringen ist ein offener Tagestreff für „Menschen in schwierigen Lebenslagen und mit Behinderungen […], ein nichtbehördliches soziales Zentrum und (eine) Anlaufstelle für alle Mitbürger.“ Es bietet „ein reichhaltiges Betreuungs- und Freizeitprogramm für Kinder“ (im „Abenteuerland“).[37] Dem FAZ obliegt 2019 auch der Betrieb der Wohngemeinschaft am Riedpark.

## Kultur und Sehenswürdigkeiten

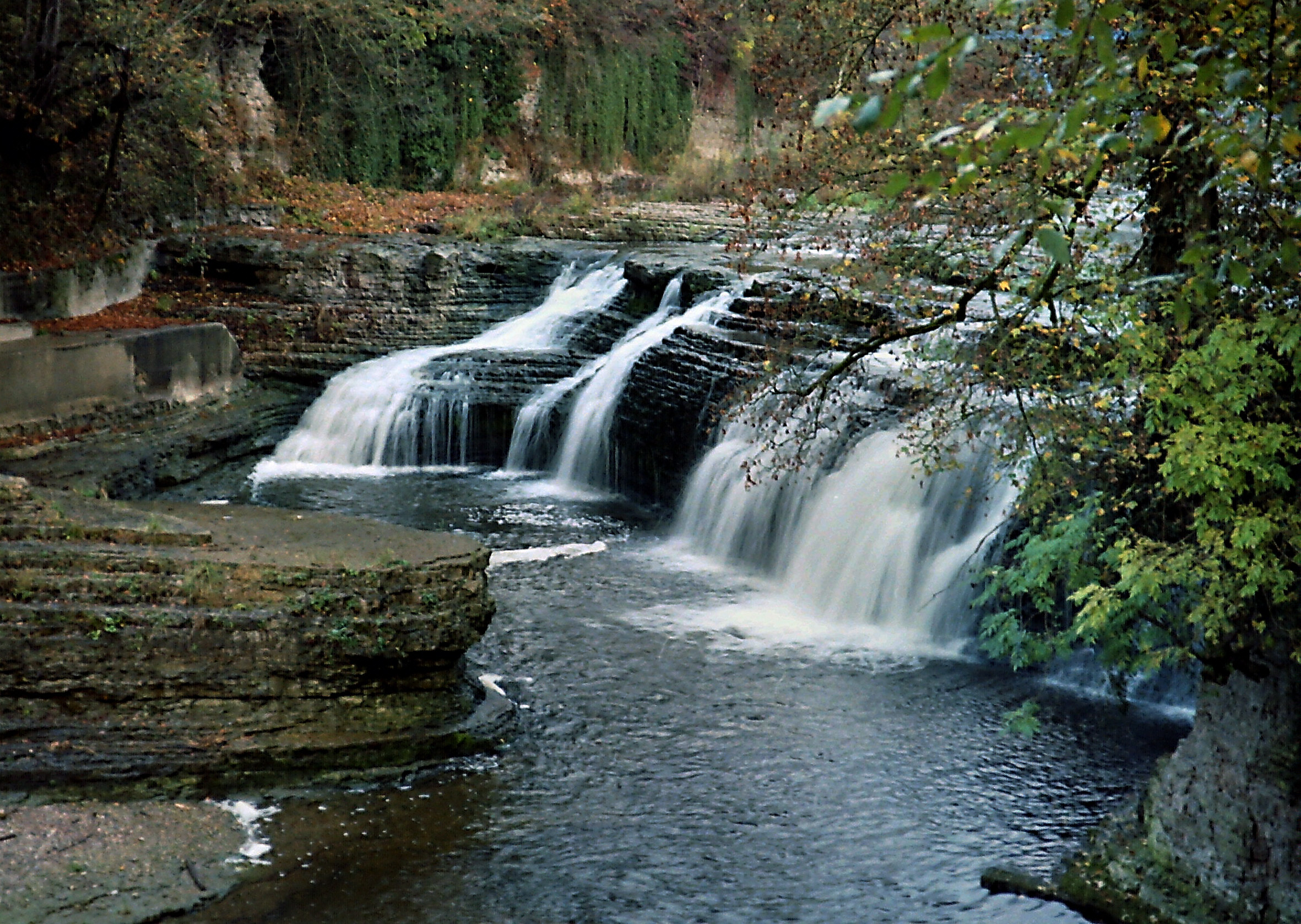
Wutach-Lauffen (Restwassermenge)

- Wandergebiet des Lauchringer Waldes zum Hochrhein und zum Schwarzwald hin.

- Die am Feldberg entspringende Wutach bildet in Unterlauchringen einen der wuchtigsten natürlichen Wasserfälle Deutschlands. Oft liegt die Wutach dort jedoch durch die Wasserableitung in den Lauffenmühle-Kanal manchmal nahezu trocken.

Zudem ist die Sicht auf den Wasserfall durch die Brücke verbaut.
- An der Bahnlinie bei Oberlauchringen die 1862 fertiggestellte Eisenbahnbrücke.

- Der Marktplatz in Unterlauchringen, mit Markt an Donnerstagen und Public Viewing bei besonderen Ereignissen, wurde im Sommer 2005 neu erbaut.

- Preisgekrönte Siedlungen in Unterlauchringen: Äulebodenstraße und Rappennest – jeweils ein 1. Preis beim Wettbewerb „Schönste Eigenheimsiedlung Deutschlands“ im Jahr 2005.

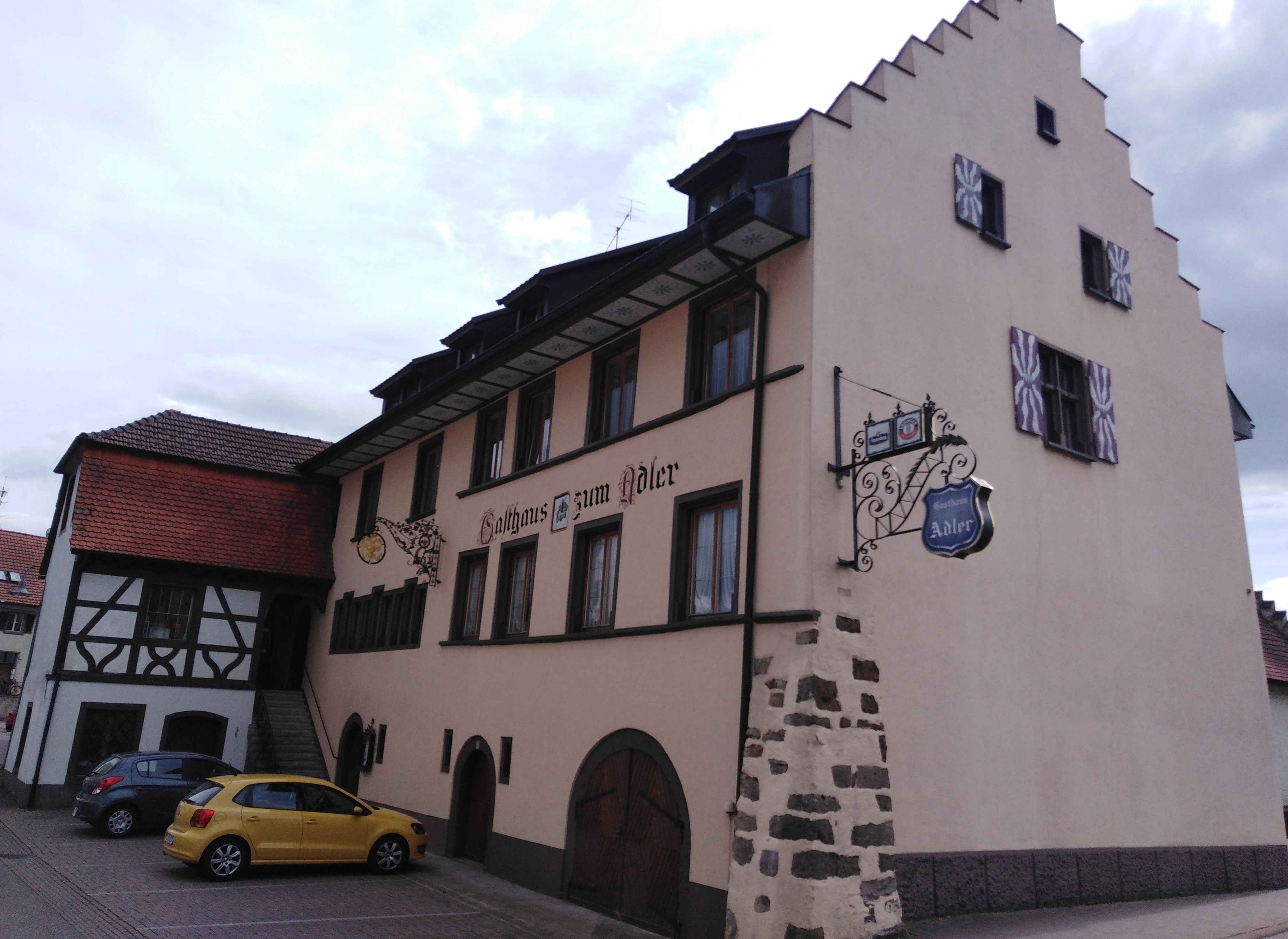
Der 700 Jahre bestehende Gasthof

### Bauwerke
Mit dem Gasthaus Adler steht im Ortsteil Oberlauchringen eines der ältesten Gasthäuser der Region. Der früheste urkundliche Nachweis ist im 1303-08 abgefassten Urbar enthalten. Das Gasthaus war von großer Bedeutung, da hier zeitweise das Freie Kaiserliche Landgericht Klettgau tagte. Später wurde es von der vorderösterreichischen Reichspost als Posthaus genutzt.
Ebenfalls in Oberlauchringen steht am Mühlekanal die über 700 Jahre alte „Bannmühle“, zu deren Nutzung heute zwar niemand mehr gezwungen ist, die sich jedoch nach wie vor in Betrieb befindet.

### Vereine
Lauchringen besitzt eine intensive Vereinskultur und gilt im Landkreis Waldshut als eine „Hochburg“ der südwestdeutschen Fasnacht.
Fasnachtstradition
- Bereits 2016 hatte sich Dä Traditionsverein anno 2004 um das weltweit größte Schlumpftreffen mit 2149 Schlümpfen bemüht, doch erst 2019, am Samstag, den 16. Februar, gelang nun der Versuch, als „Weltrekord“ mit 2762 'original' verkleideten Teilnehmern ins Guinness-Buch der Rekorde (Guinness World Records) aufgenommen zu werden. Der bisherige Rekord stand bei 2510 Schlümpfen 2009 in Swansea/Wales.[38] Die Bestätigung des Guinness-Instituts traf am 25. Mai 2019 bei den Organisatoren des Rekord-Versuchs ein, die der „Gemeinde einen Spendenscheck mit einem Betrag von 12.000 Euro als Erlös aus der Großveranstaltung vom 16. Februar (übergaben)“.[39]

- Bereits unmittelbar darauf, noch am Samstag und am Sonntag, den 17. Februar 2019, fand das 39. Kleggaunarrentreffen mit dem 60-jährigen Narrenverein Schwanenmühle als Gastgeber und „Tausende Hästräger und Heerscharen von Zuschauern“ statt.

- Die Lauchringer Guggenmusik sind die Ruinä-Dängler mit Vereinsheim und Probelokal im Bahnhof Lauchringen. Der Name ist eine Anspielung auf die Küssaburg, die viele Lauchringer zu ihrem Inventar zählen. Die Guggenmusik wurde 1996 gegründet und umfasst heute ca. 60 aktive Mitglieder. Vorsitzender: Dominik Asprion[40].

Weitere Vereine
- Imkerverein Oberlauchringen, der 40 Prozent seiner Bienenvölker verlor, doch „in den vergangenen zwei Jahren 15 Neumitglieder aufnehmen konnte.“[41]

### Sport
- Freibad, solarbeheizt, mit 64-m-Rutsche, Strömungskanal, 50-m-Sportbecken, Nichtschwimmerbecken, Sprungbecken mit 1-, 2- und 3-m-Sprungbrettern, Kleinkinderbadebereich, Kiosk und einer Gesamtwasserfläche von über 2.000 m². Geöffnet hat das Schwimmbad von Mitte Mai bis Mitte September. Das 1974 eröffnete Freibad wurde 1992 bis 1995 modernisiert und registrierte bis Sommer 2018 4,5 Millionen Besuche.[42] Am 28. Juni 2019 fand im Schwimmbad der Auftakt der Vierten Lauchringer Triathlon-Nacht mit 250 Sportlern statt. Sieger waren Daniel Groß von der LG Steinlach-Zollern und Marlen Fuhrmann von der LG Hohenfels.

- Wutachstadion, Fußballstadion mit großer Haupttribüne und Heimstadion des SC Lauchringen (Kreisliga A Ost). Der angrenzende Kunstrasenplatz mit Laufbahn wird hauptsächlich zum Fußballtraining und für die Leichtathletik genutzt.

- Handballclub HC Lauchringen (gegründet 1981, 344 Mitglieder, darunter 200 Jugendliche, Vorsitzender: Sascha Steinert).

- Tennisanlage des TC Lauchringen nahe dem Wutachstadion mit 6 Sandplätzen und Clubhaus.

- Budō-Sport Karate-Club (2001 gegründet, 130 Mitglieder, Vorsitzender: Ralf Gehringer).

- Sporthalle in Unterlauchringen nahe der Hauptschule, Heimstätte des Handballclubs Lauchringen sowie des Turnvereins.

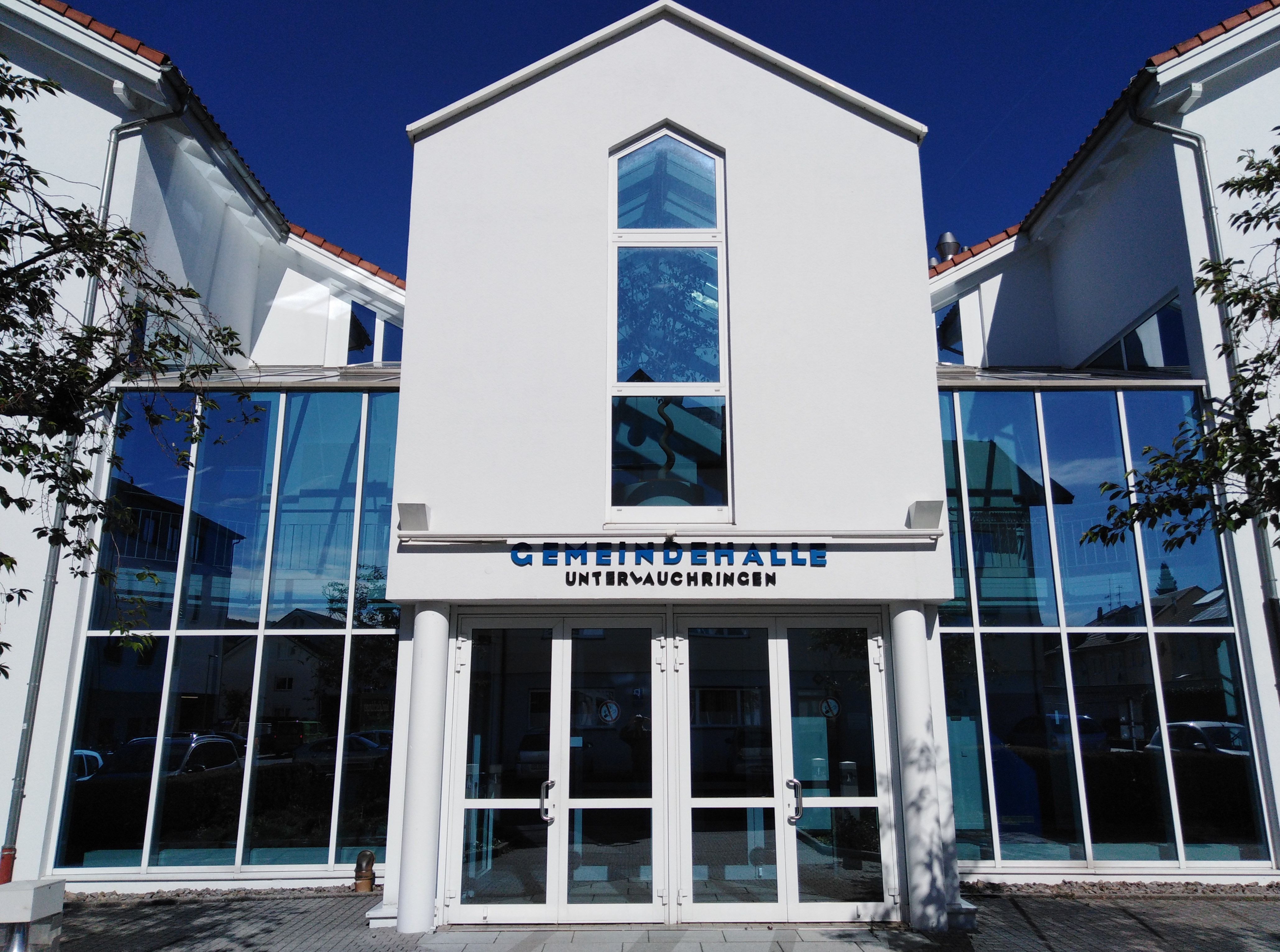
Gemeindehalle in Unterlauchringen

- Gemeindehalle Unterlauchringen: Die 1968 als „Turn- und Gemeindehalle“ gebaute Anlage wurde Mitte der 1990er Jahre saniert und erweitert und wird „bis heute täglich genutzt. […] Ihr Bau war ein Meilenstein für Unterlauchringen und seine Vereine.“ Zuvor stand nur das Kino der Albrecht Lichtspiele in einem gemeindeeigenen Saal zur Verfügung.[43]

- Mehrzweckhalle in Oberlauchringen.

### Regelmäßige Veranstaltungen
- Das 17. Waldfest „Forrest Funk“ vom 31. Mai bis 2. Juni im Lauchringer Parkwald mit Musikvereinen (Freitag), am Samstag Bands mit Balkanrock, Pop & Rap, Lokalpunkrock und als Headliner die deutsche Punk-Band Itchy. Am Sonntag Familientag mit Unterhaltungsprogramm (Musikvereine). „Kopf des Organisationsteams ist Heiko Probst, der das Festival 2003 ins Leben gerufen hat.“[44]
- Waldfest der Chorgemeinschaft.
- Die Vierte Nacht der Kulturen 2019 mit 22 Ständen aus fast ebenso vielen Ländern, Tanz- und Theaterdarbietungen und Live-Musik fand am 12. Juli statt. Das interkulturelle Straßenfest wird organisiert von Lauchringer Bürgern, die aus dem Ausland stammen. Die Ländervertreter werden vom Handels- und Gewerbeverein Lauchringen unterstützt.[45]
- Lindenplatzfest mit Velorallye des Narrenvereins Oberlauchringen
- Konzerte des Musikvereins Oberlauchringen und des Blasorchesters Unterlauchringen
- Markttag an Donnerstagen.
- Theatervorstellungen der Laienspielgruppe Lampenfieber.
- Seit 2023 findet alljährlich die Internationale Spezialradmesse SPEZI auf dem Lauffenmühle-Areal statt.

## Persönlichkeiten

### Ehrenbürger
- Ludwig Tröndle (* 9. Januar 1884 in Rotzel, † 1952 in Oberharmersbach), Pfarrer, maßgebend für die Erbauung der Pfarrkirche Unterlauchringen
- Franz Xaver Manz (* 15. Mai 1884 in Oberlauchringen; † 25. Juli 1971), Bürgermeister, Bundesverdienstkreuz
- Edwin Keßler (* 1877, † 12. April 1962), Ratschreiber
- Bertold Schmidt (* 27. Juli 1934, † 12. Februar 2016), von 1960 bis 1971 Bürgermeister der Gemeinde Oberlauchringen und anschließend, bis 2002, Bürgermeister der Gesamtgemeinde Lauchringen
- Helmut Winkler (* 2. Oktober 1900 in Flensburg, † 1. Januar 1983), Unternehmer

### Persönlichkeiten in Verbindung mit der Gemeinde
- Heinrich Honegger († 1866), Textil-Fabrikant, sein Bruder war Caspar Honegger
- Gustav Winkler († 1954), Unternehmer (Greiff Mode), ab 1935 Inhaber der Lauffenmühle
- Franz Simmler, Unternehmer
- Leo König, Unternehmer, Begründer der König Eloxal Werke
- Rita Schwarzelühr-Sutter (* 1962), Politikerin, Abgeordnete der SPD im Deutschen Bundestag
- Felix Schreiner (* 1986), Politiker, Abgeordneter der CDU im Deutschen Bundestag